# 德田邨
德田邨（英語：Tak Tin Estate）是香港房屋委員會在觀塘區的租者置其屋計劃屋邨，位於九龍觀塘區藍田，分別於1991年4月、1992年4月及2001年8月落成入伙，在租者置其屋計劃把單位出售給所屬租戶，現已成立業主立案法團。
康盈苑（英語：Hong Ying Court）是香港房屋委員會在觀塘區的居者有其屋屋苑之一，位於德田邨與平田邨之間，為單幢式屋苑、於1991年4月落成；康盈苑原為德田邨未命名的第六座，隨後甄選為居屋並出售。

## 歷史

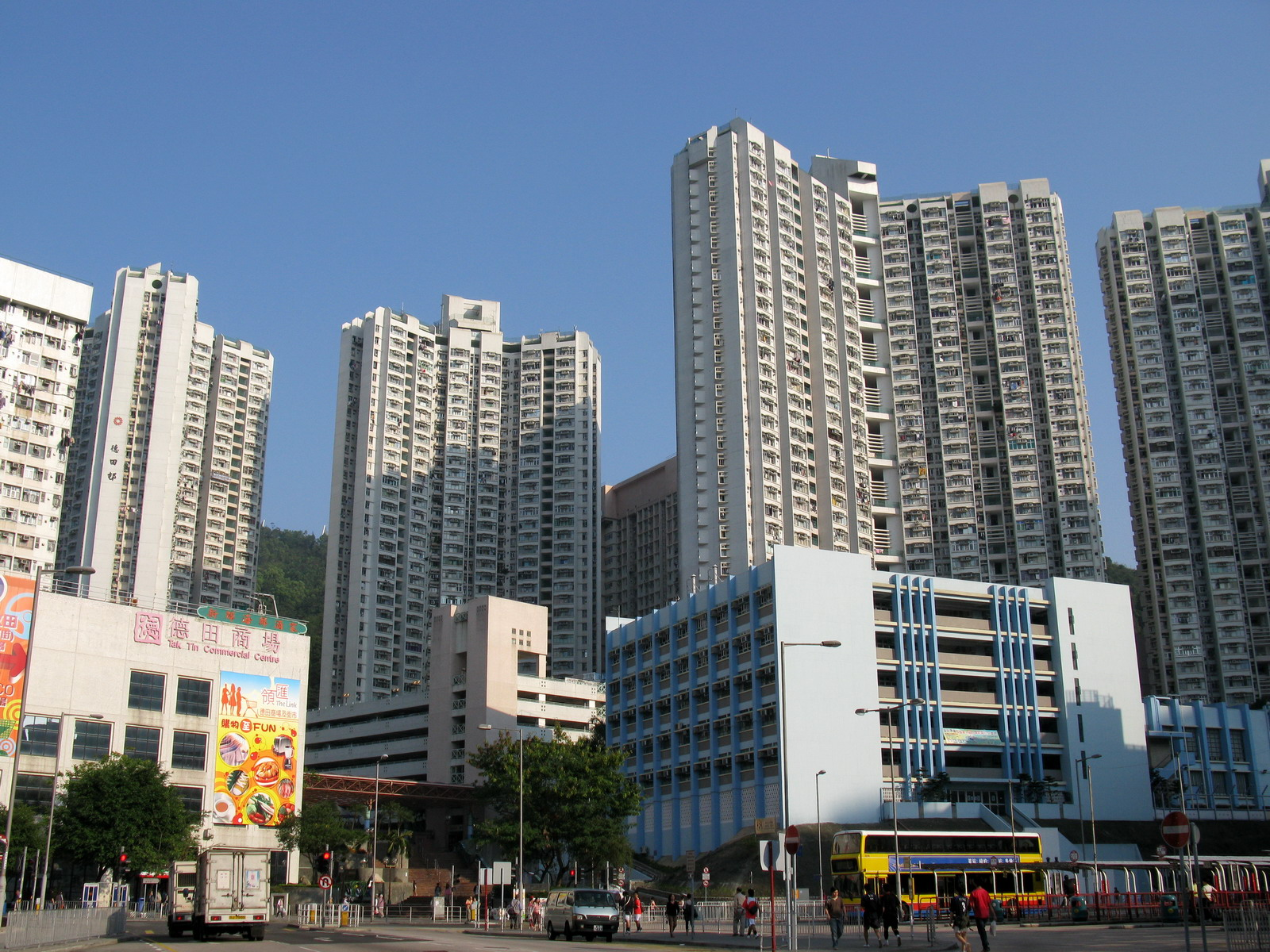
2007年的德田邨及德田商場

德田邨前身為位於藍田邨後方山坡的木屋區。1981年11月21日晚上，木屋區發生大火，當局列為五級火警處理，整個寮屋區毀於一旦。而半年後一場滂沱大雨在木屋區範圍引發山泥傾瀉，更導致嚴重傷亡。
1983年，政府決定重新發展區內所有寮屋區，將之發展為純住宅區，隨後進行爆破工程，以平整土地興建新式出租公屋大廈，並代為興建藍田公園；在計劃初期，此等大部份樓宇連同興田邨，均為藍田邨擴建部份，至入伙前因管理困難而分拆為德田邨。其後藍田南發展計劃第1期的樓宇，亦併入了德田邨。

## 屋邨資料

### 樓宇

#### 德田邨
| 樓宇名稱（座號） | 樓宇類型            | 落成日期  | 樓宇層數 （住宅層數） | 每層伙數                           | 單位數目（伙） | 承建商   | 提供升降機的廠商  | 期數（所屬項目）   |
| ---------------- | ------------------- | --------- | --------------------- | ---------------------------------- | -------------- | -------- | ----------------- | ------------------ |
| 德敬樓（第1座）  | 雙翼新長型          | 1991年4月 | 21（3-21樓）          | 28                                 | 532            | 新昌營造 | 通力              | 4 （藍田擴展項目） |
| 德禮樓（第2座）  | 雙翼新長型          | 1991年4月 | 21（3-21樓）          | 24（3樓） 25（4樓） 26（其餘樓層） | 491            | 新昌營造 | 通力              | 4 （藍田擴展項目） |
| 德義樓（第3座）  | Y4型 （後期型設計） | 1991年4月 | 34（1-34樓）          | 18                                 | 612            | 新福港   | 奧的斯            | 3 （藍田擴展項目） |
| 德樂樓（第4座）  | Y4型 （後期型設計） | 1991年4月 | 34（1-34樓）          | 18                                 | 612            | 新福港   | 奧的斯            | 3 （藍田擴展項目） |
| 德瑞樓（第5座）  | Y3型 （後期型設計） | 1991年4月 | 34（1-34樓）          | 24（1-2樓） 30（其餘樓層）         | 1,008          | 新福港   | 奧的斯            | 3 （藍田擴展項目） |
| 德盛樓（第7座）  | Y3型 （後期型設計） | 1992年4月 | 34（1-34樓）          | 32                                 | 1088           | 新福港   | 英國通用電氣-捷運 | 1 （藍田南項目）   |
| 德隆樓（第8座）  | Y3型 （後期型設計） | 1992年4月 | 34（1-34樓）          | 24                                 | 816            | 新福港   | 英國通用電氣-捷運 | 1 （藍田南項目）   |
| 德欣樓（SHA座）  | 小型單位大廈        | 2001年8月 | 14（7-20樓）          | 21                                 | 294            | 鴻運建築 | 迅達              | 8 （藍田南項目）   |
| 德康樓（SHB座）  | 長者住屋大廈        | 2001年8月 | 4（2-5樓）            | 55                                 | 220            | 新昌營造 | 三菱              | 7 （藍田南項目）   |

（註：由於第6座已改為居屋康盈苑，以及第9-11座屬於同一項目內的康雅苑，故此略去部份座號，詳見下方表列。上述座號是以房屋署Estate Property的記錄為依歸。）
以粗體字標示的樓宇設有「劏房」，以安置原藍田邨、秀茂坪邨、油塘邨及高超道邨的1-2人住戶

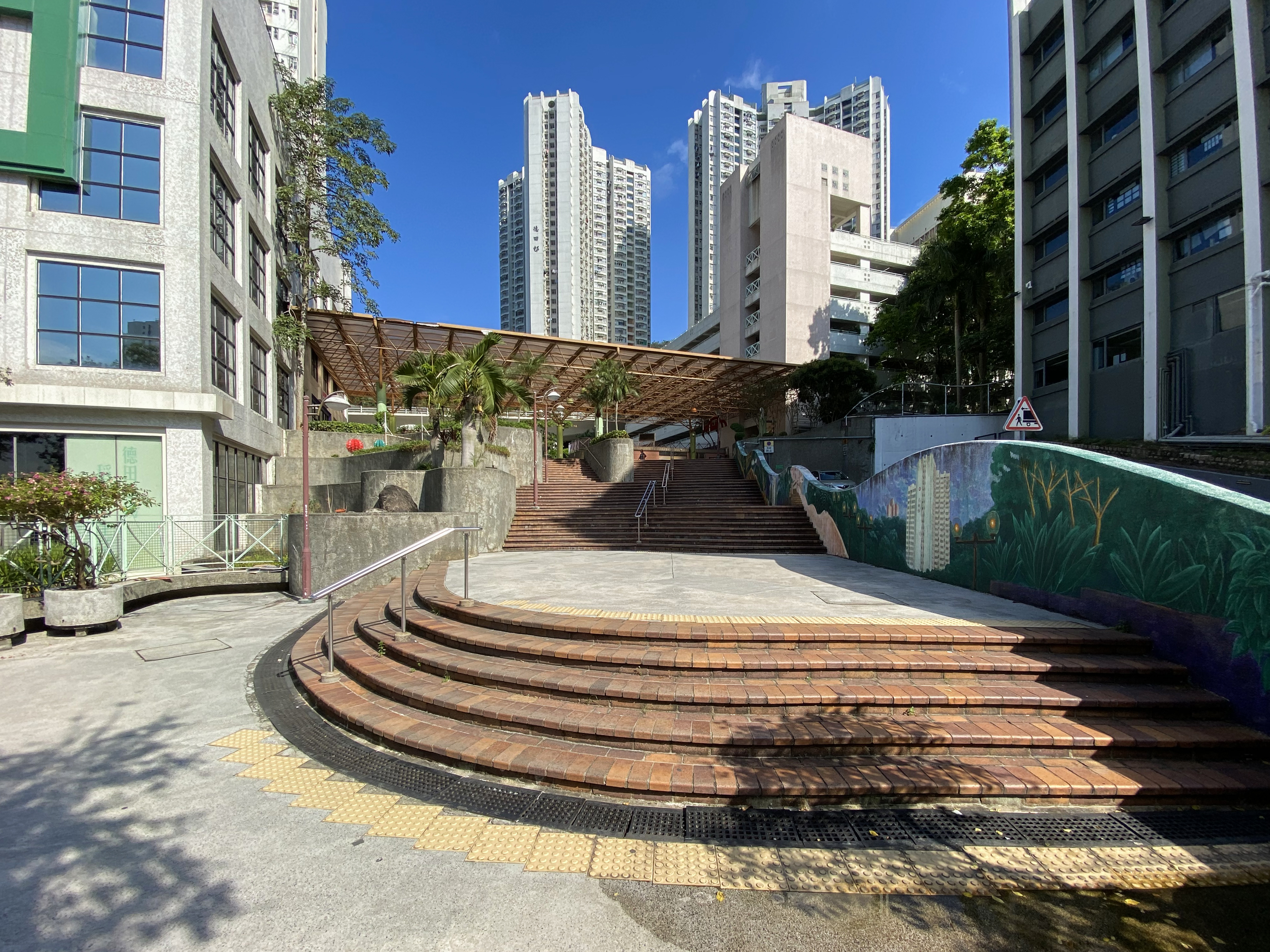
德田廣場旁的大樓梯，左方的水池已經停用多年
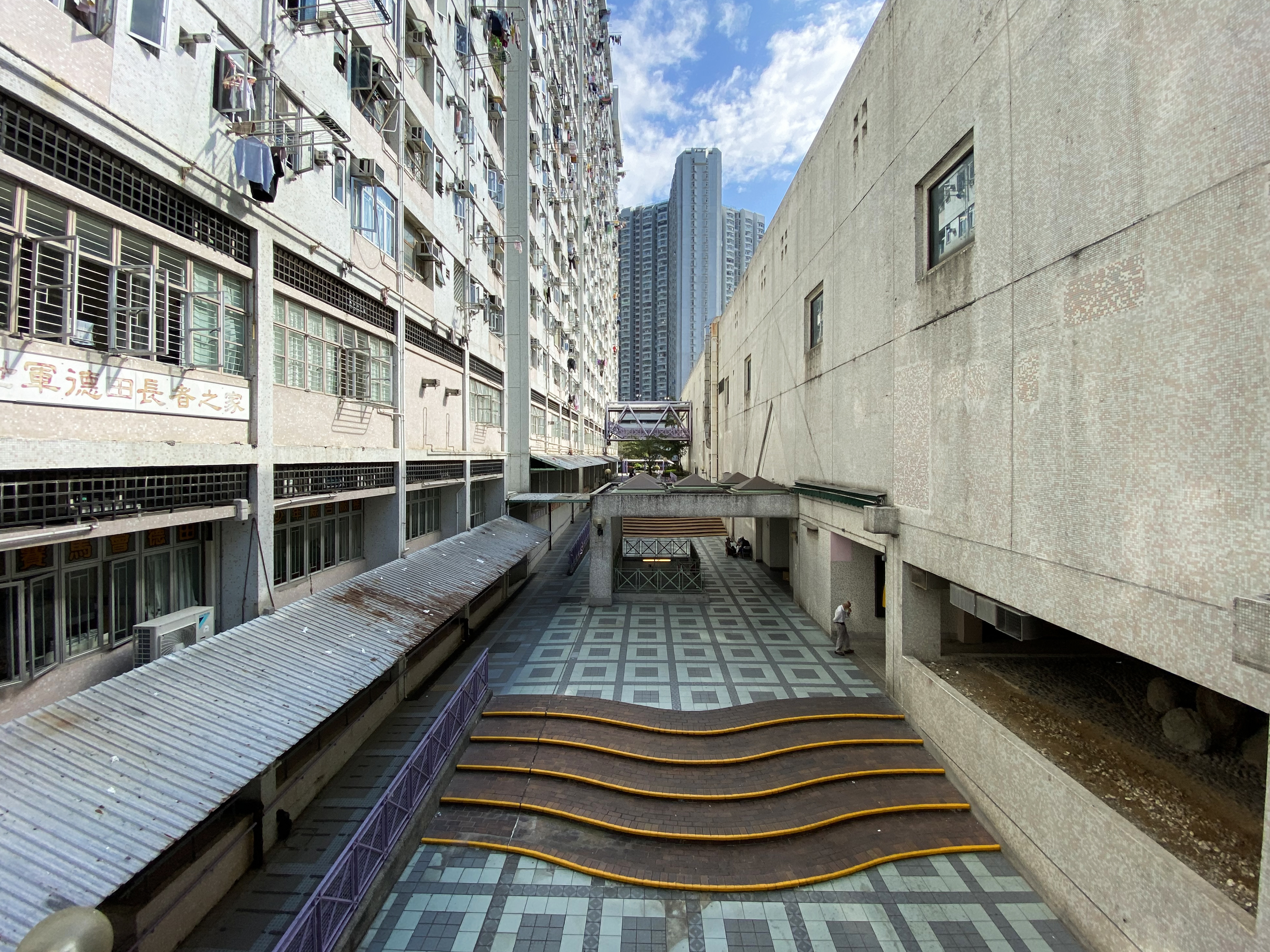
德田廣場連接德敬樓和德禮樓的空間
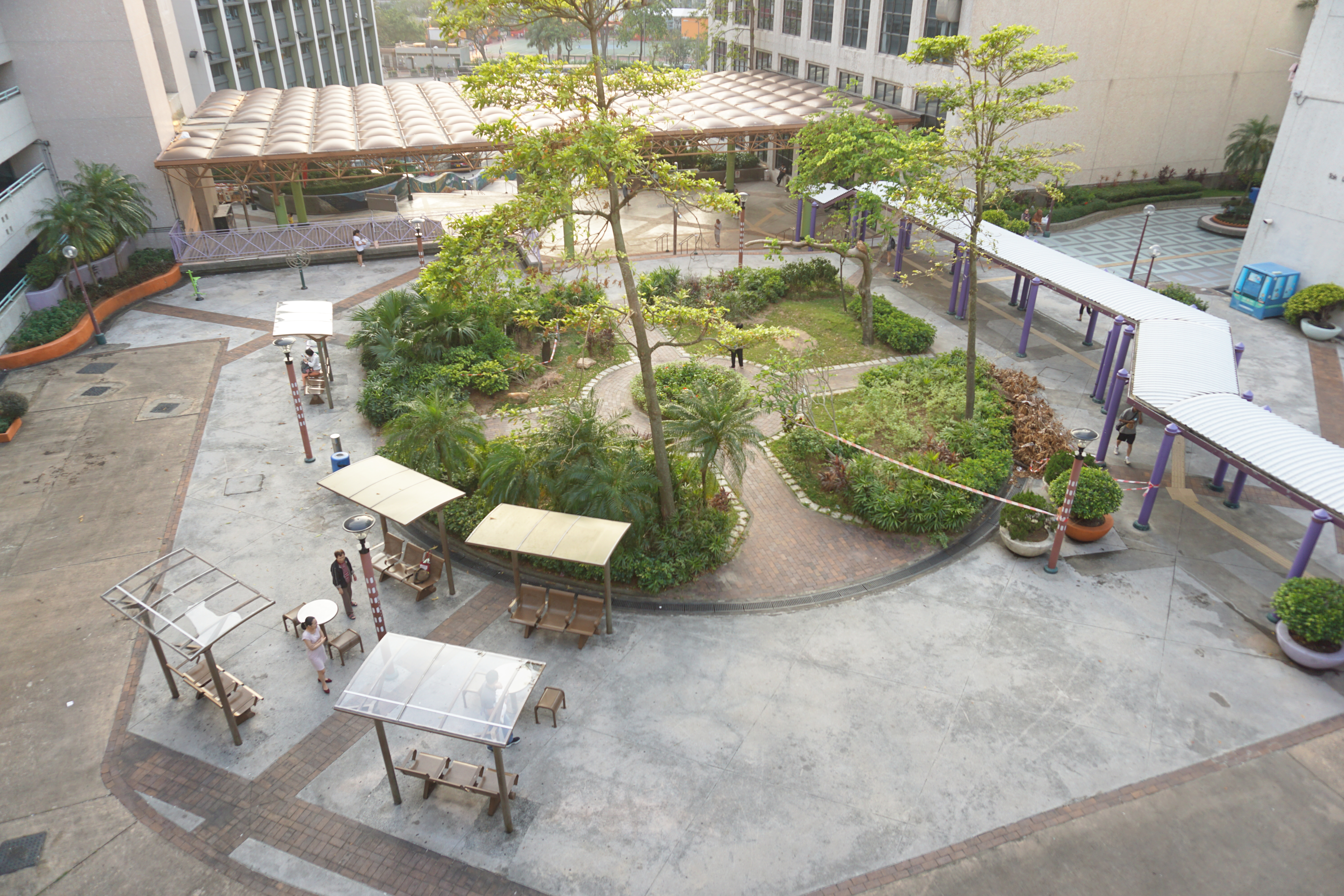
德田邨園景
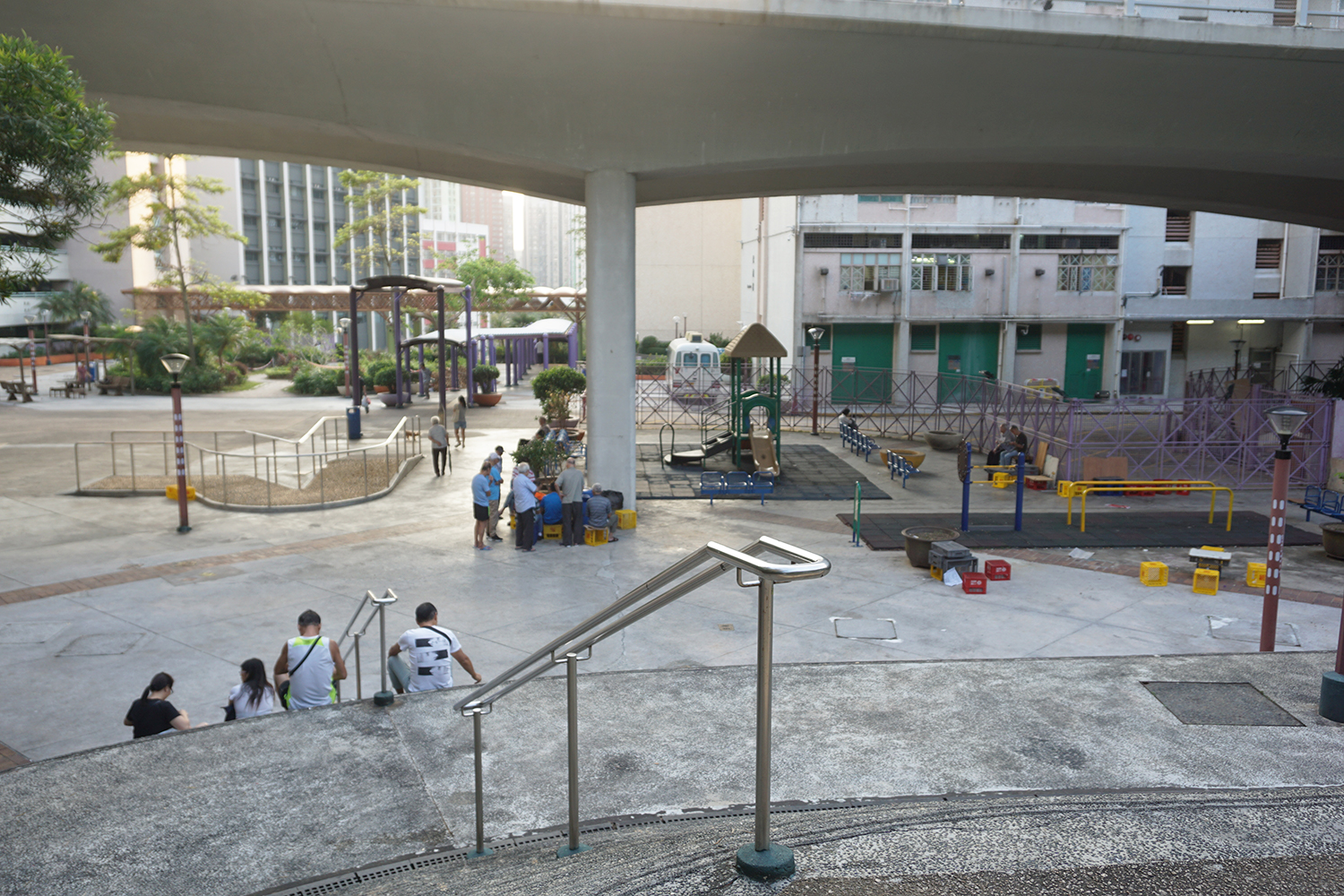
碧雲道天橋下的兒童遊樂場、健體區及卵石路步行徑
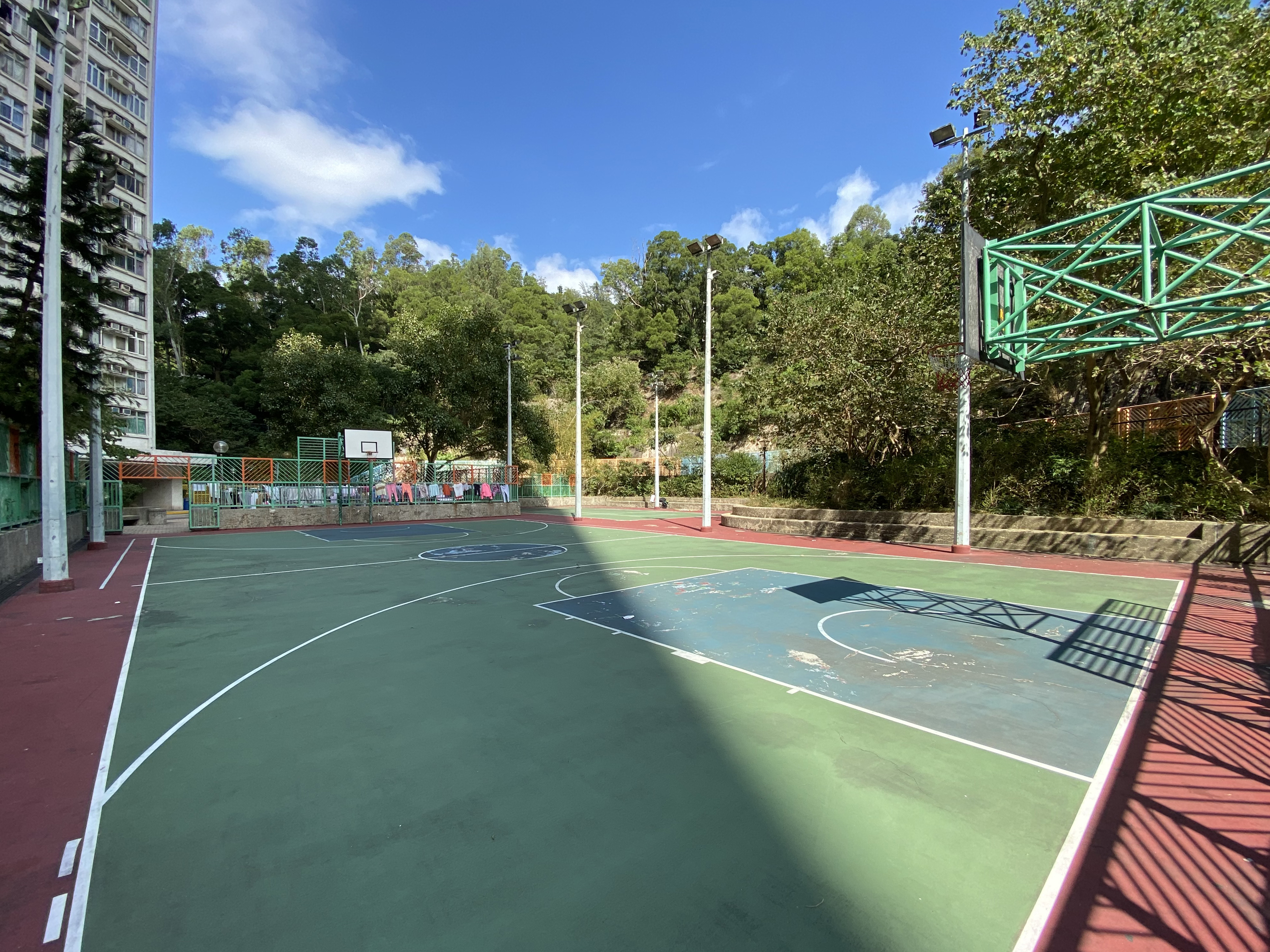
德義樓外的籃球場
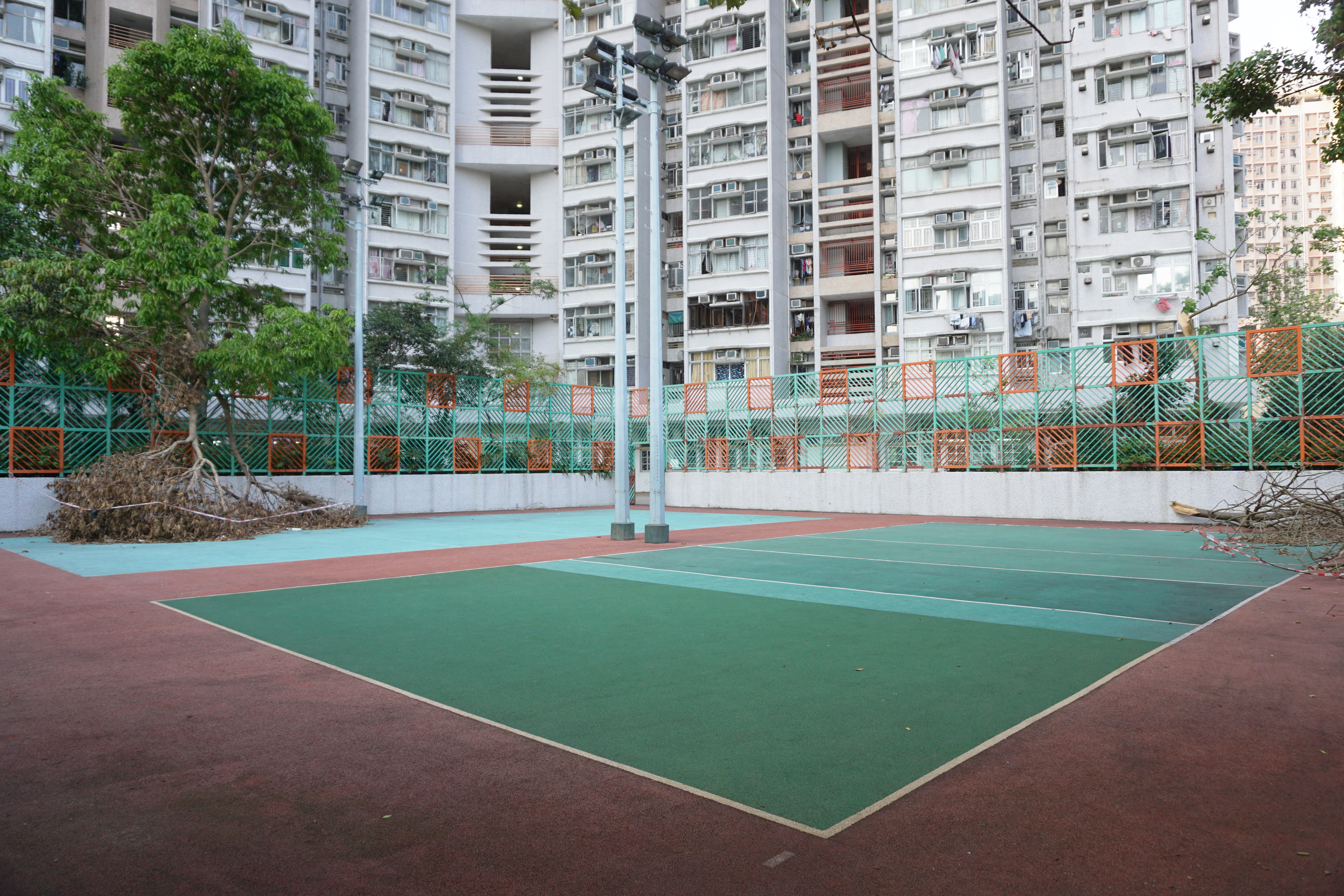
排球場
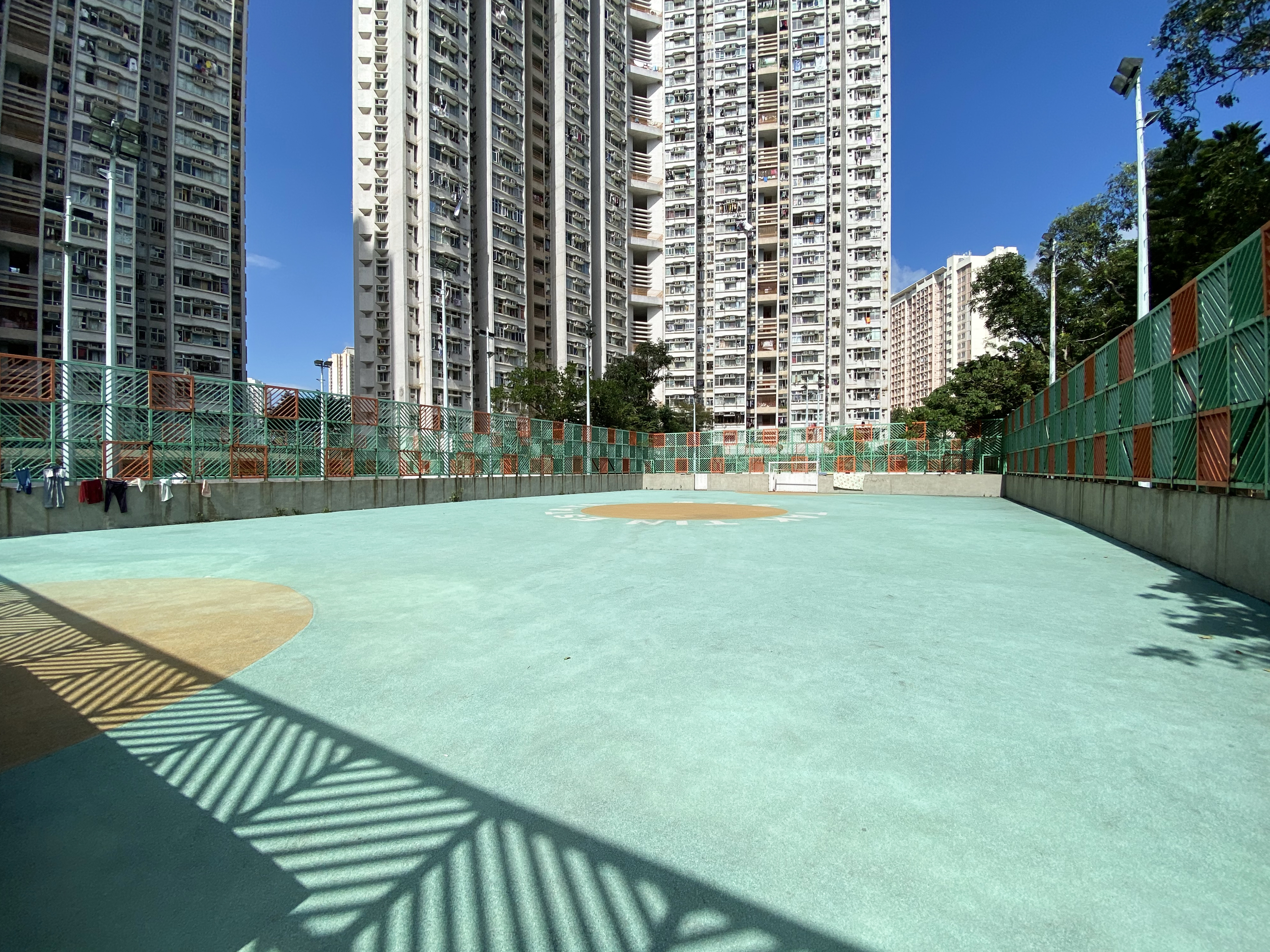
足球場
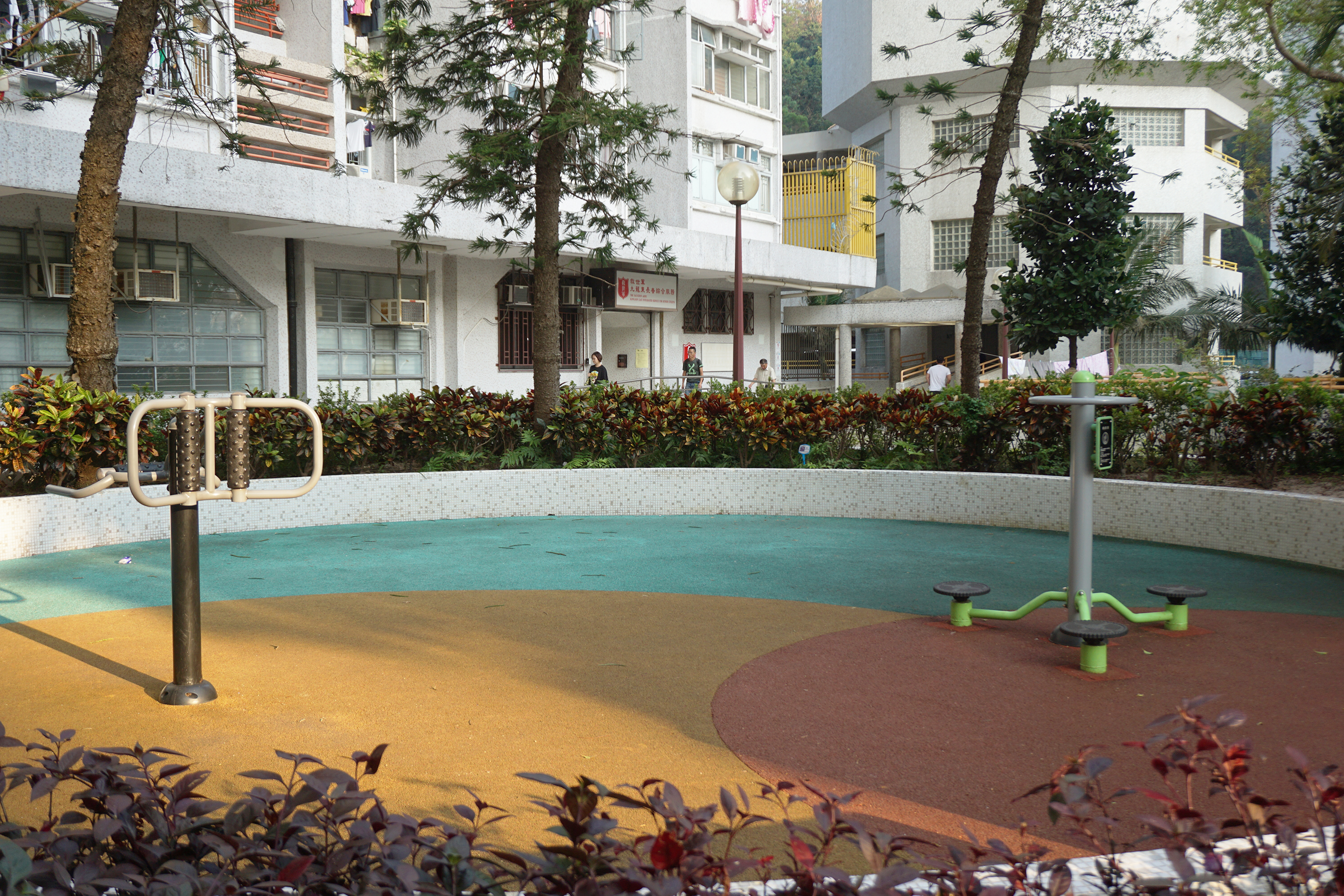
健體區
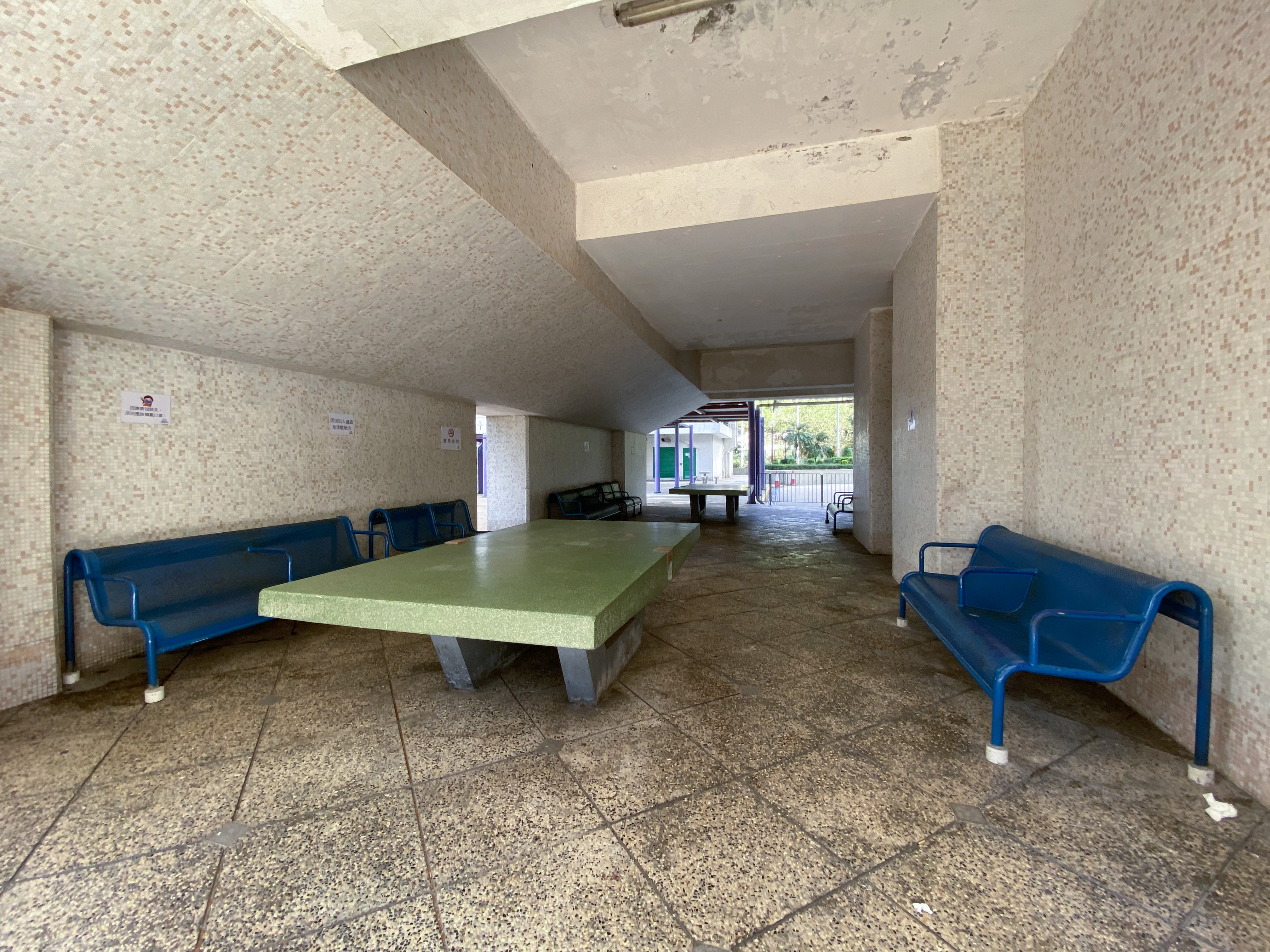
乒乓球枱
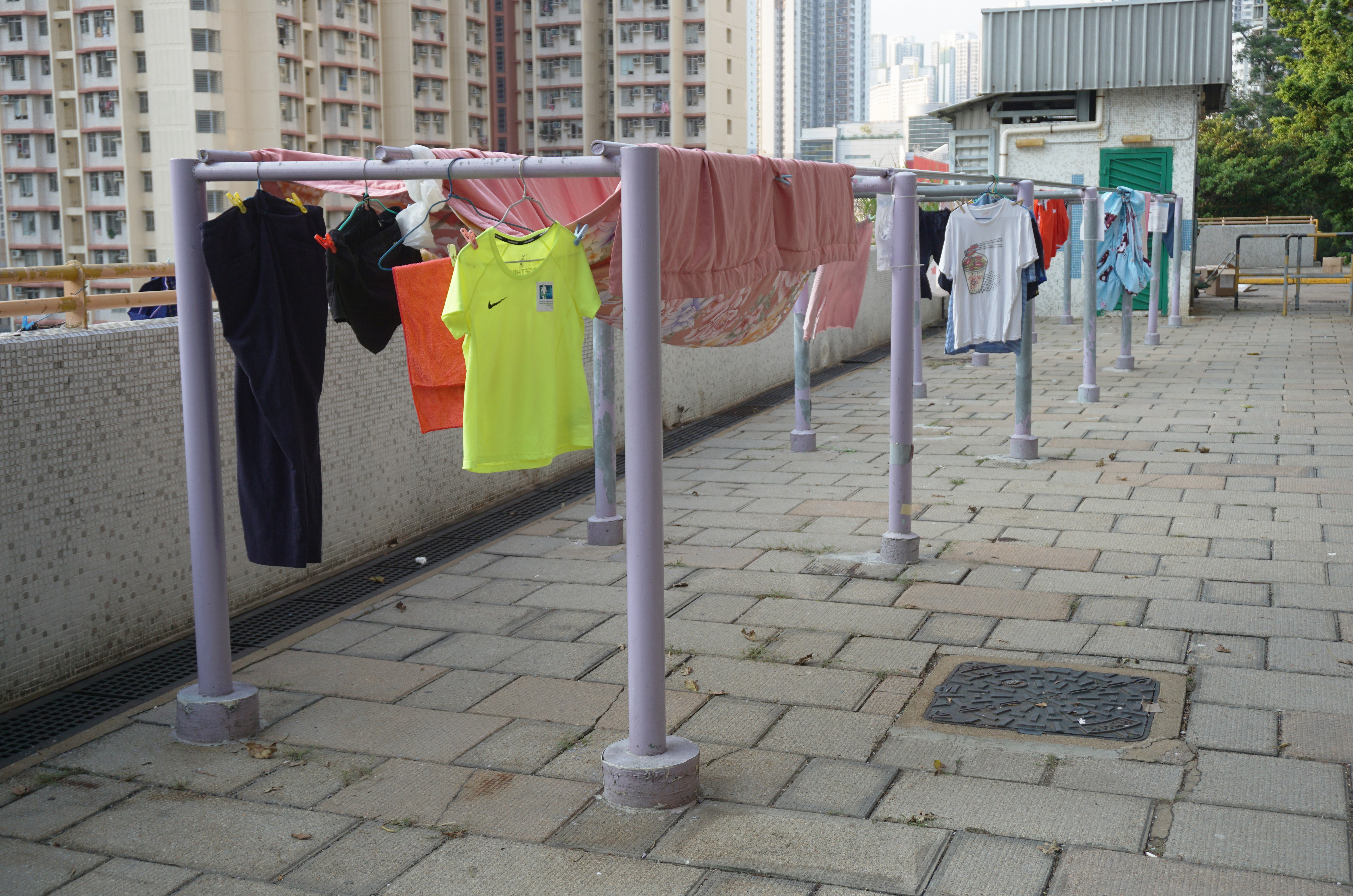
曬衣架
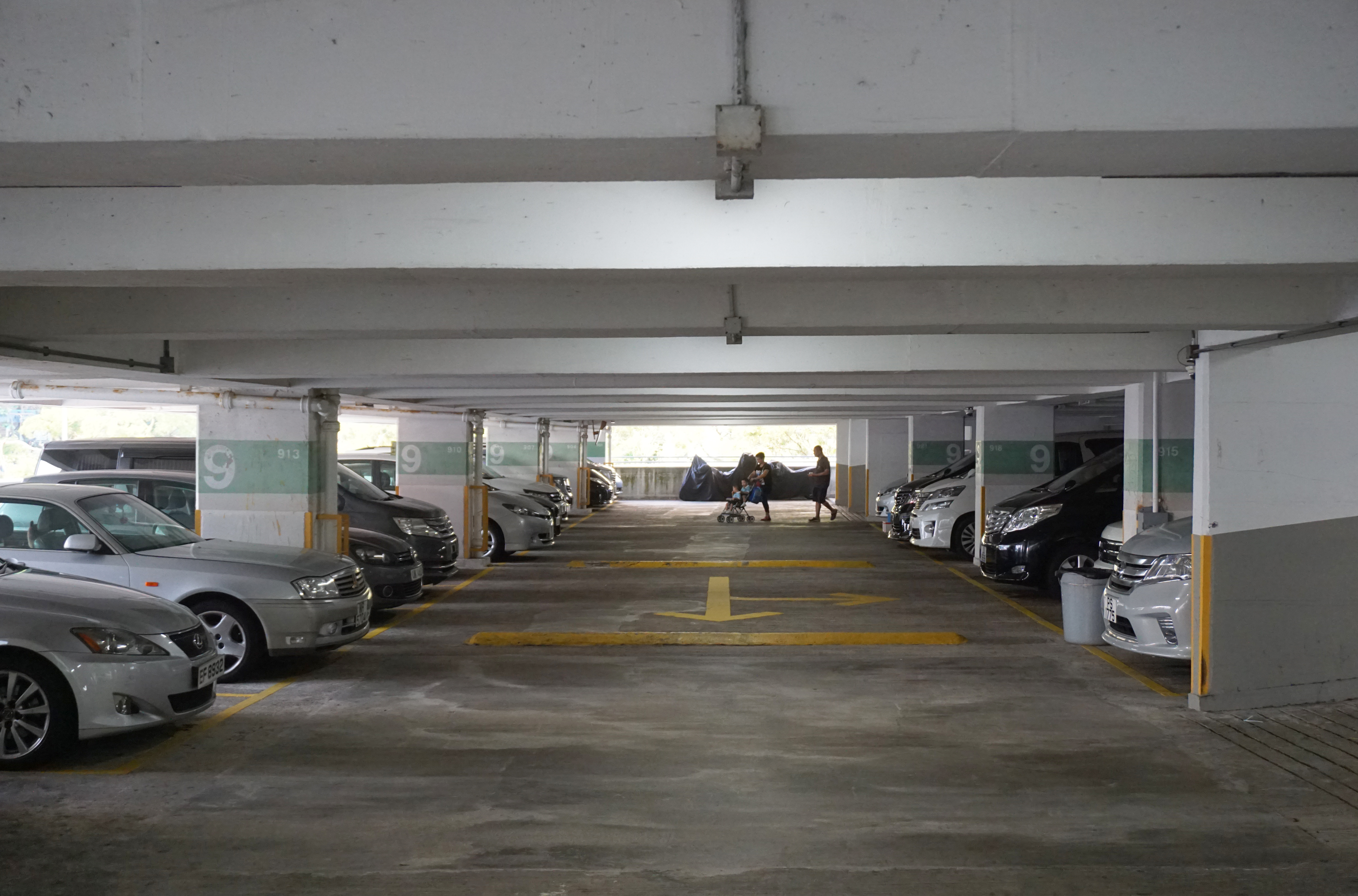
德田A停車場
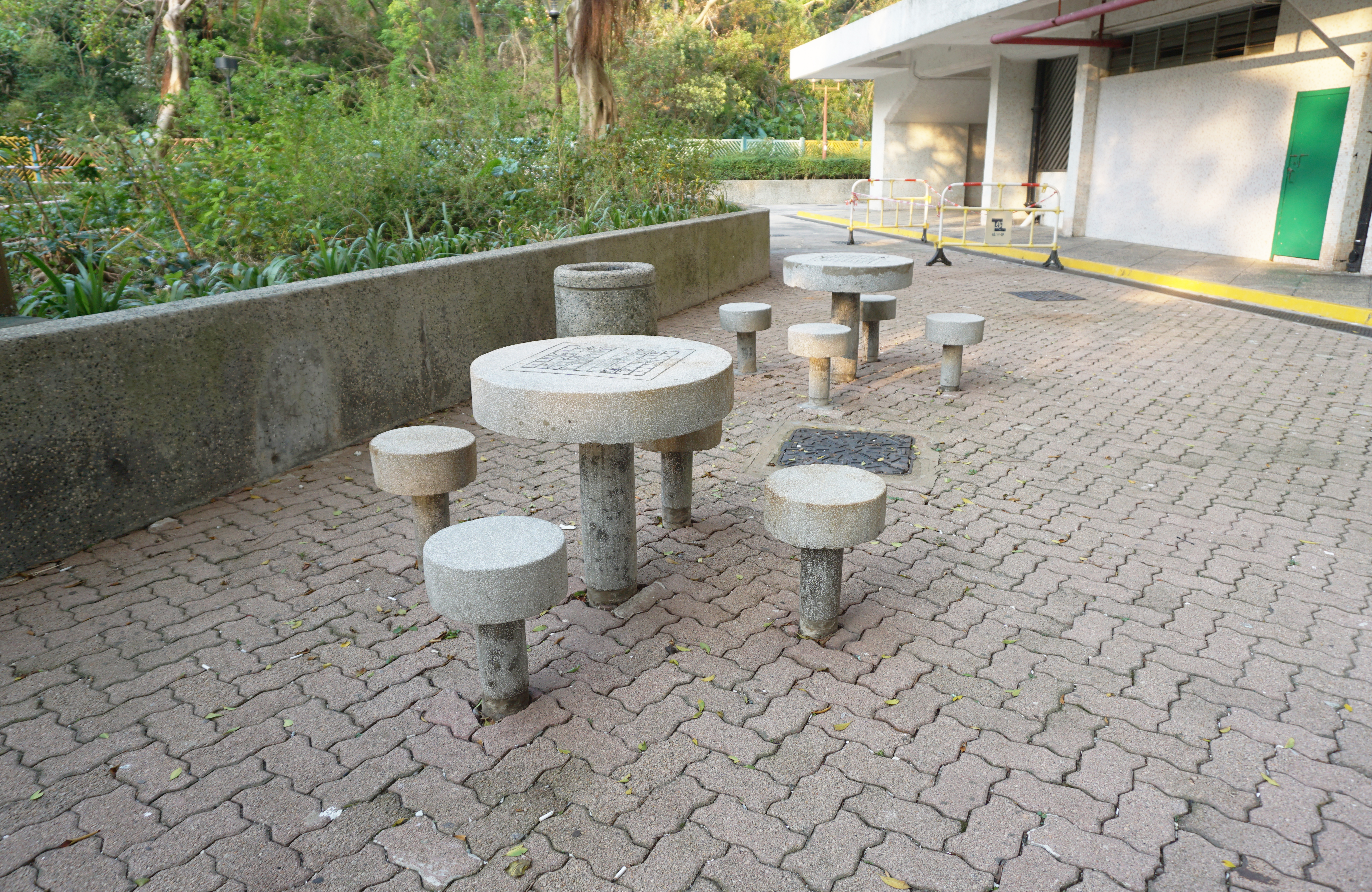
棋藝區
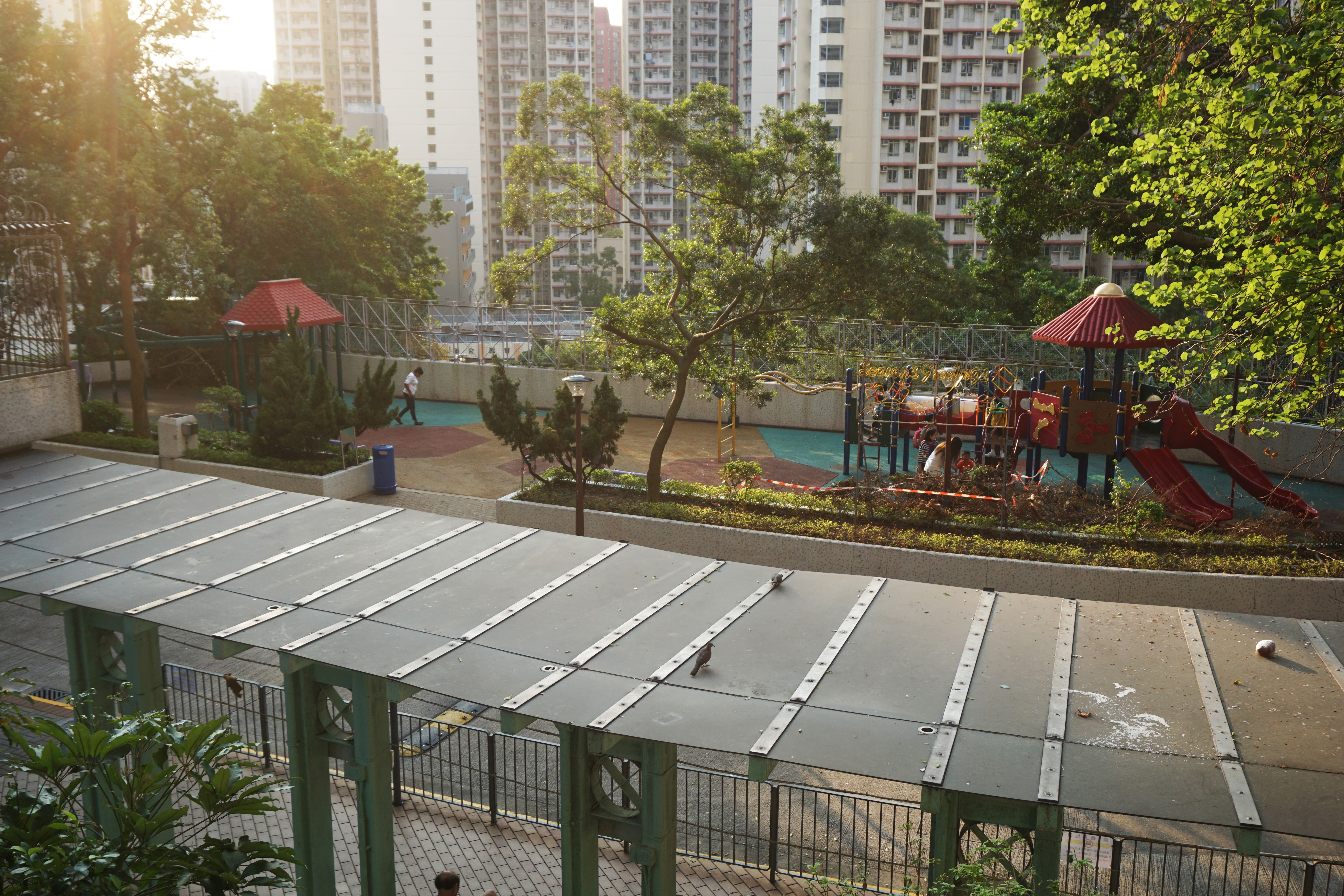
兒童遊樂場（2）

#### 康盈苑
| 樓宇名稱（座號）     | 樓宇類型            | 落成年份      | 樓宇層數 （住宅層數） | 每層伙數 | 單位數目（伙） | 承建商 | 提供升降機的廠商 | 期數（所屬項目）   |
| -------------------- | ------------------- | ------------- | --------------------- | -------- | -------------- | ------ | ---------------- | ------------------ |
| 康盈苑（A座／第6座） | Y3型 （後期型設計） | 1991年4月15日 | 34（1-34樓）          | 24       | 816            | 新福港 | 奧的斯           | 3 （藍田擴展項目） |

## 屋邨設施

### 德田廣場

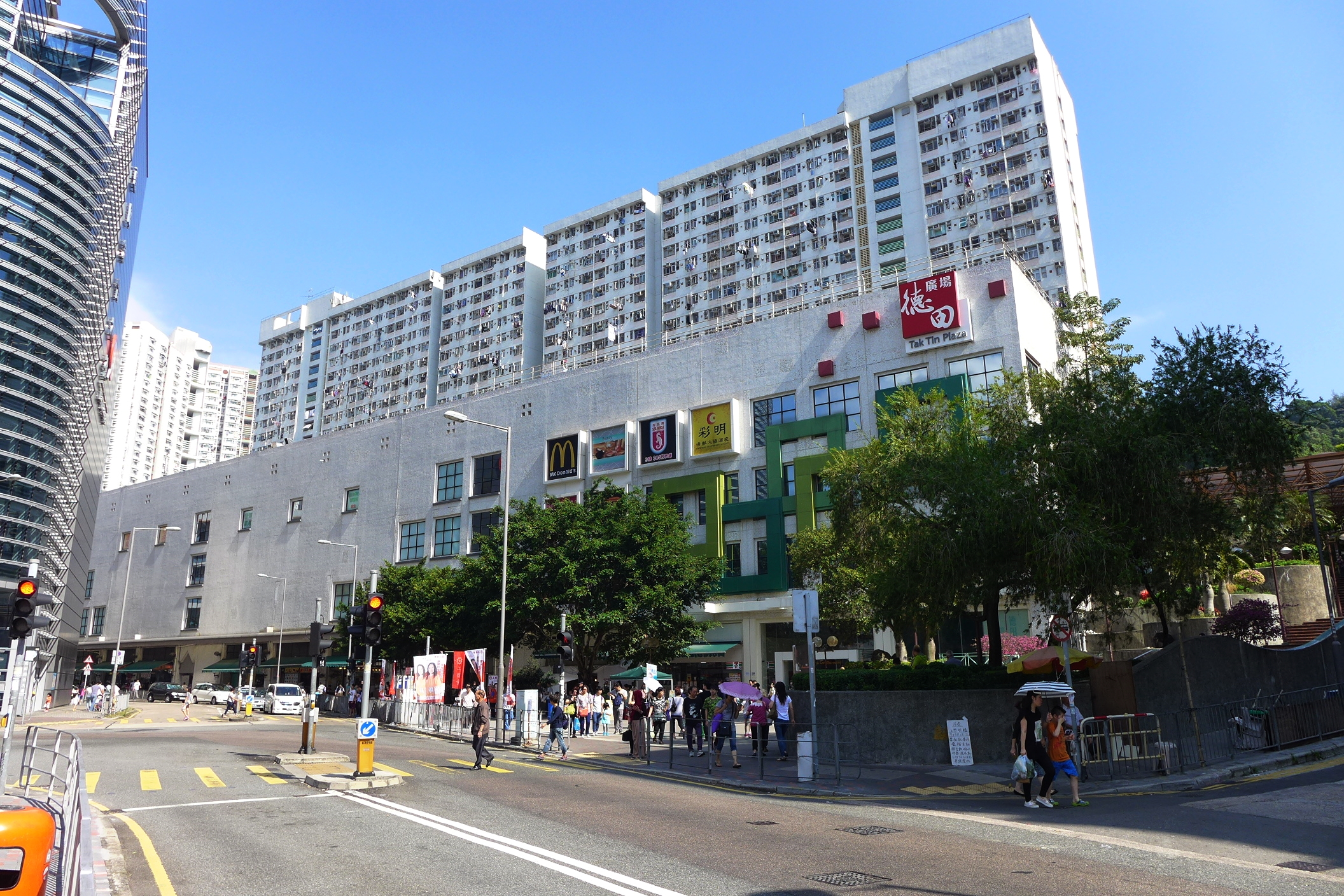
德田廣場外貌

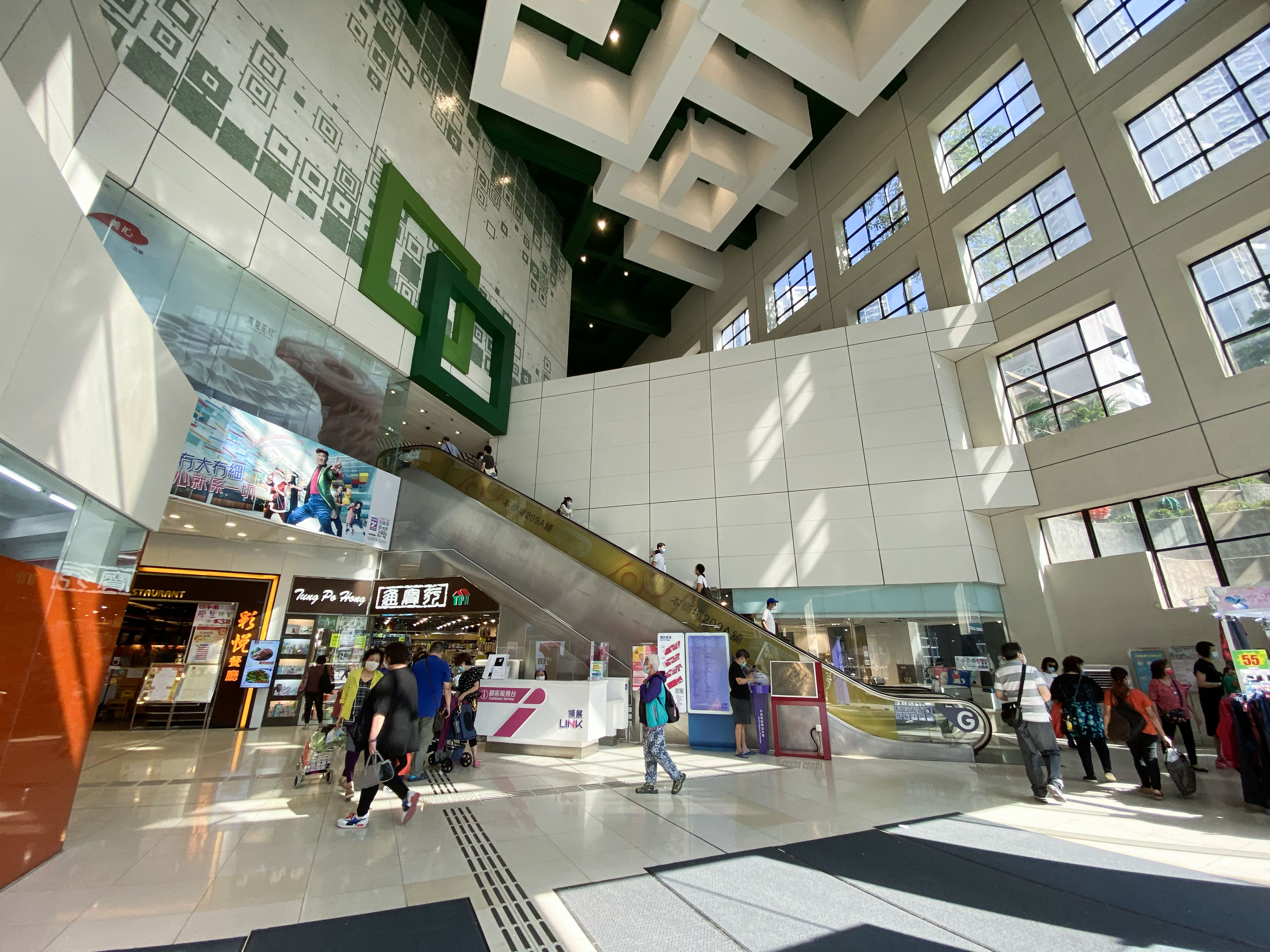
商場入口中庭

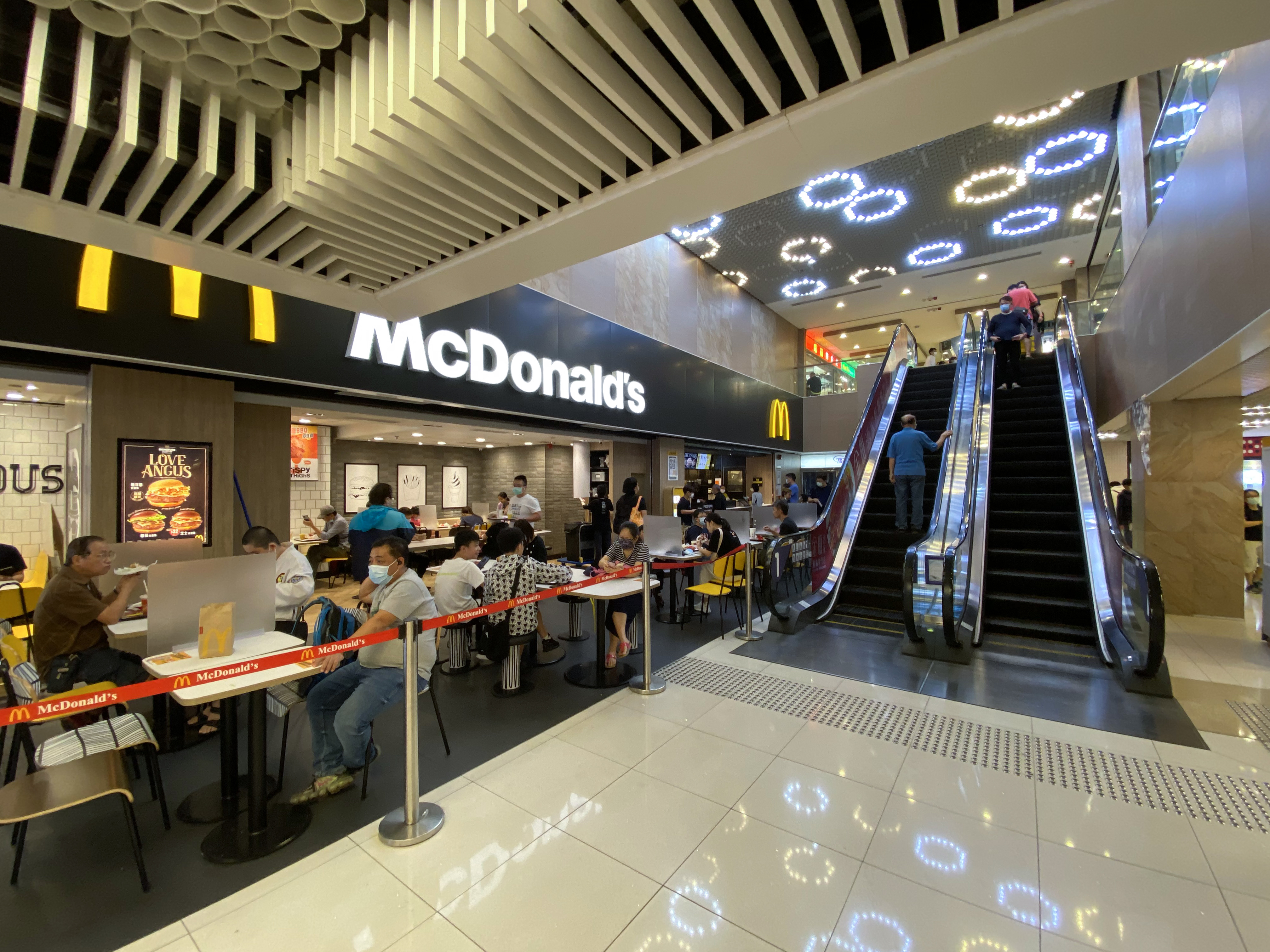
商場1樓麥當勞採用開放式設計

德田廣場樓高4層，佔地180,200平方呎。領展曾經在2010年為商場進行翻新工程，包括新裝了多部扶手電梯。地下只設3間商店，包括屈臣氏，茶餐廳和家庭用品店通寶行；1樓設百佳超級市場，Smart零食店，萬寧，現代小學士，文具店，珠寶店，電器店，聖安娜餅屋，美心西餅，自動櫃員機和麥當勞；2樓設中西藥行、補習學校、日本城、創興銀行、裕華國貨中成藥店、祥香園茶餐廳，譚仔三哥米線和大家樂；3樓為金匯酒家，髮廊，夢幻樂園，24/7 Fitness和多間家庭用品店。
而商場2樓和3樓設天橋分別連接德敬樓和德禮樓。

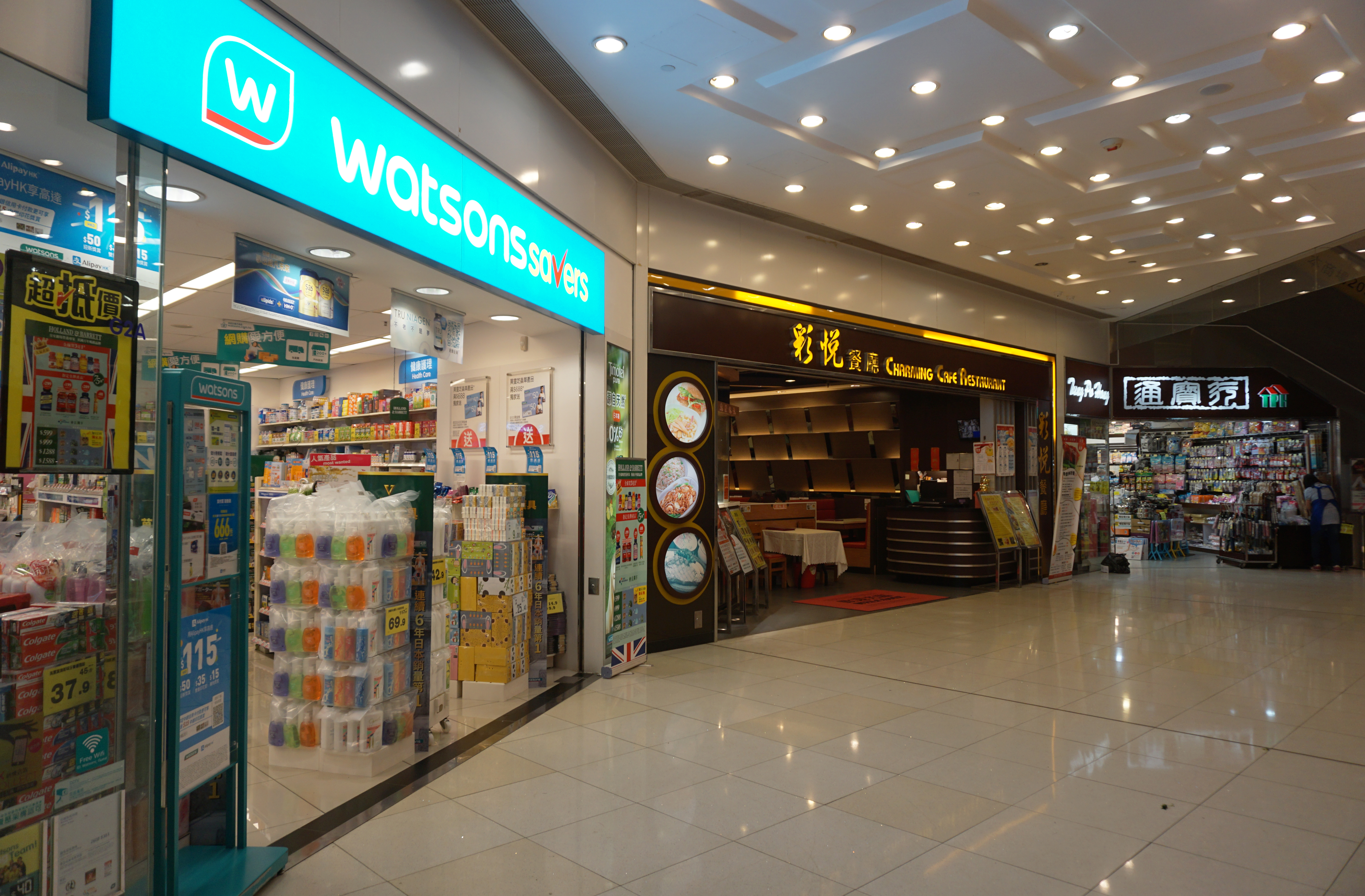
地下
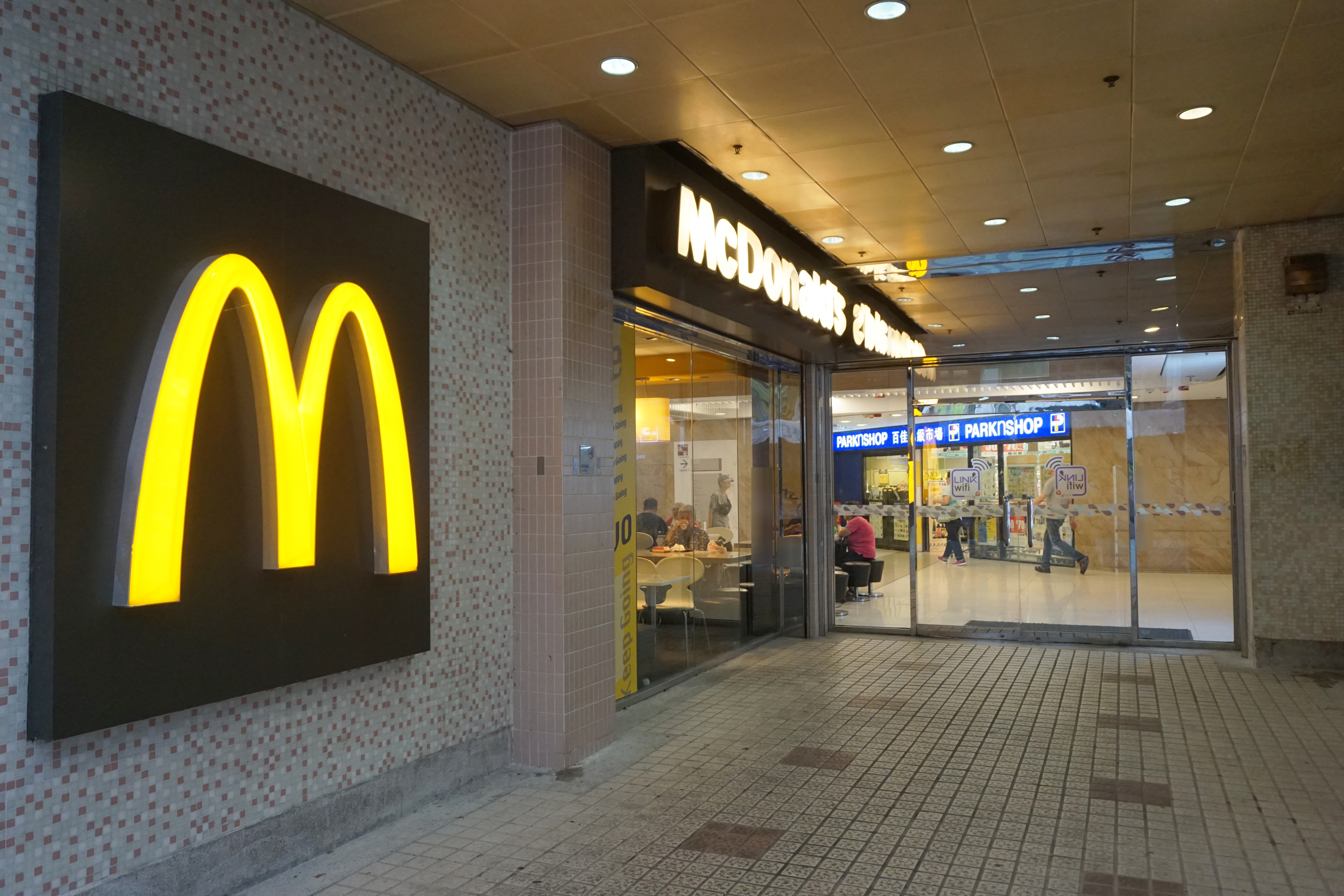
1樓北面及入口
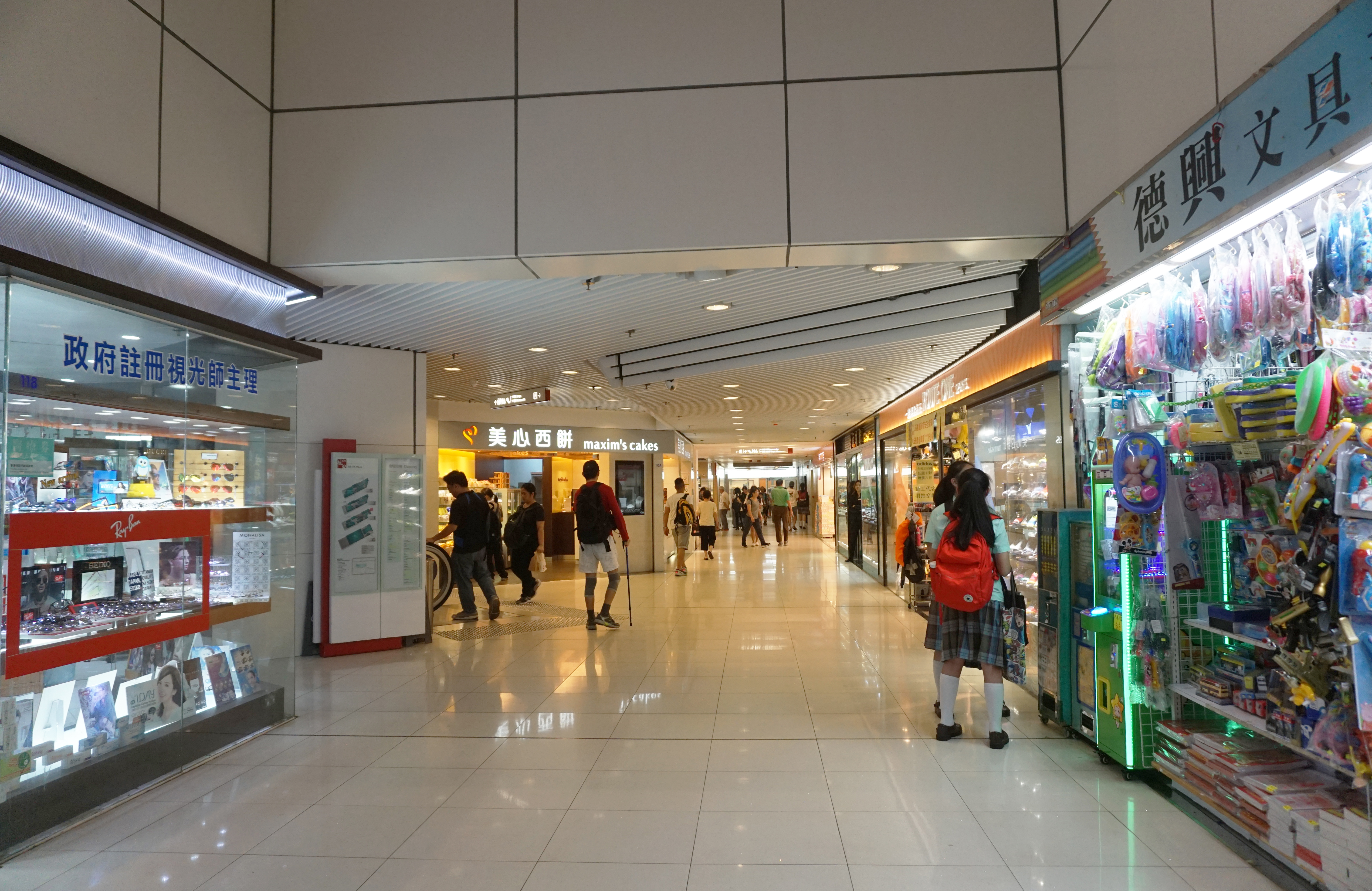
1樓南面
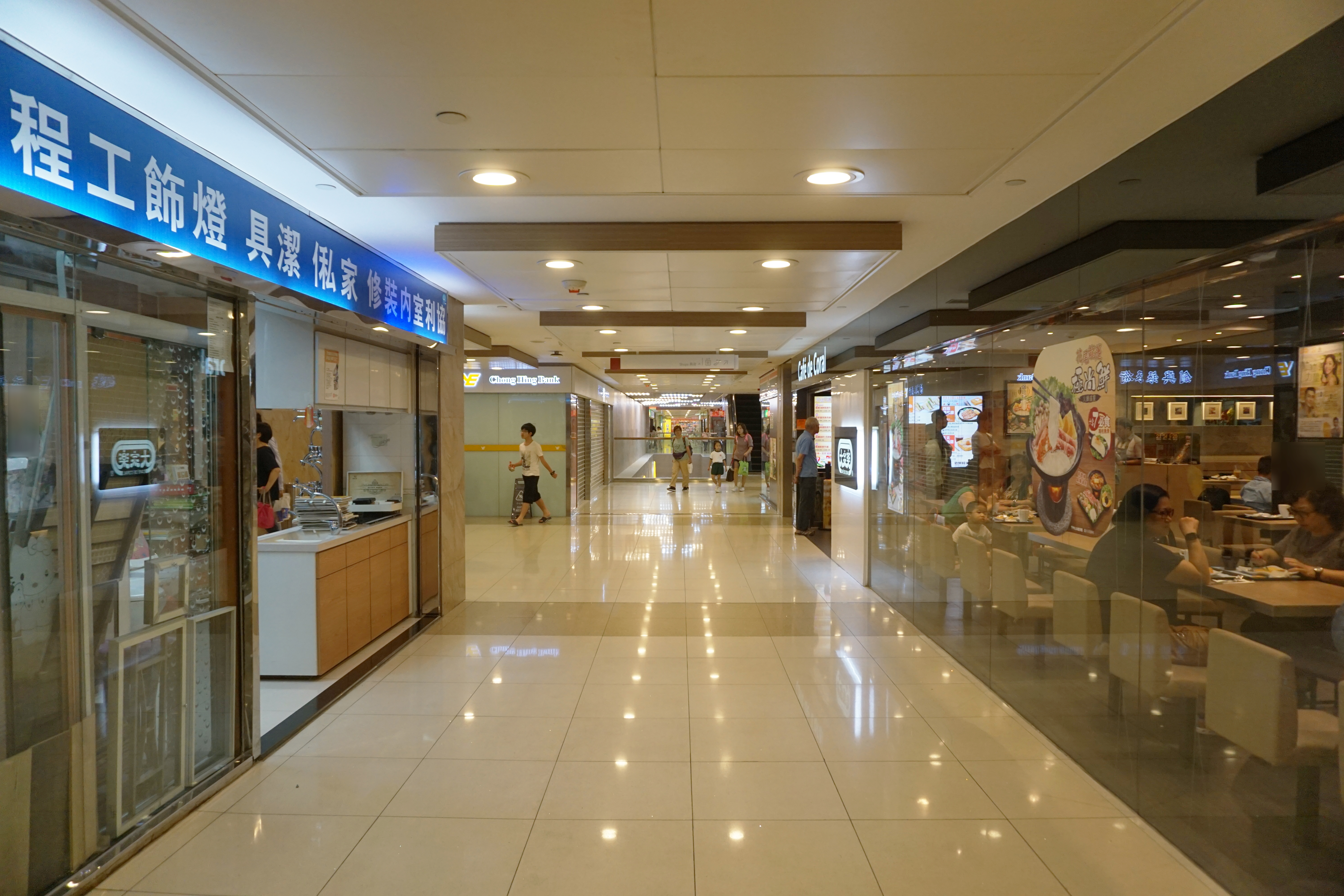
2樓北面
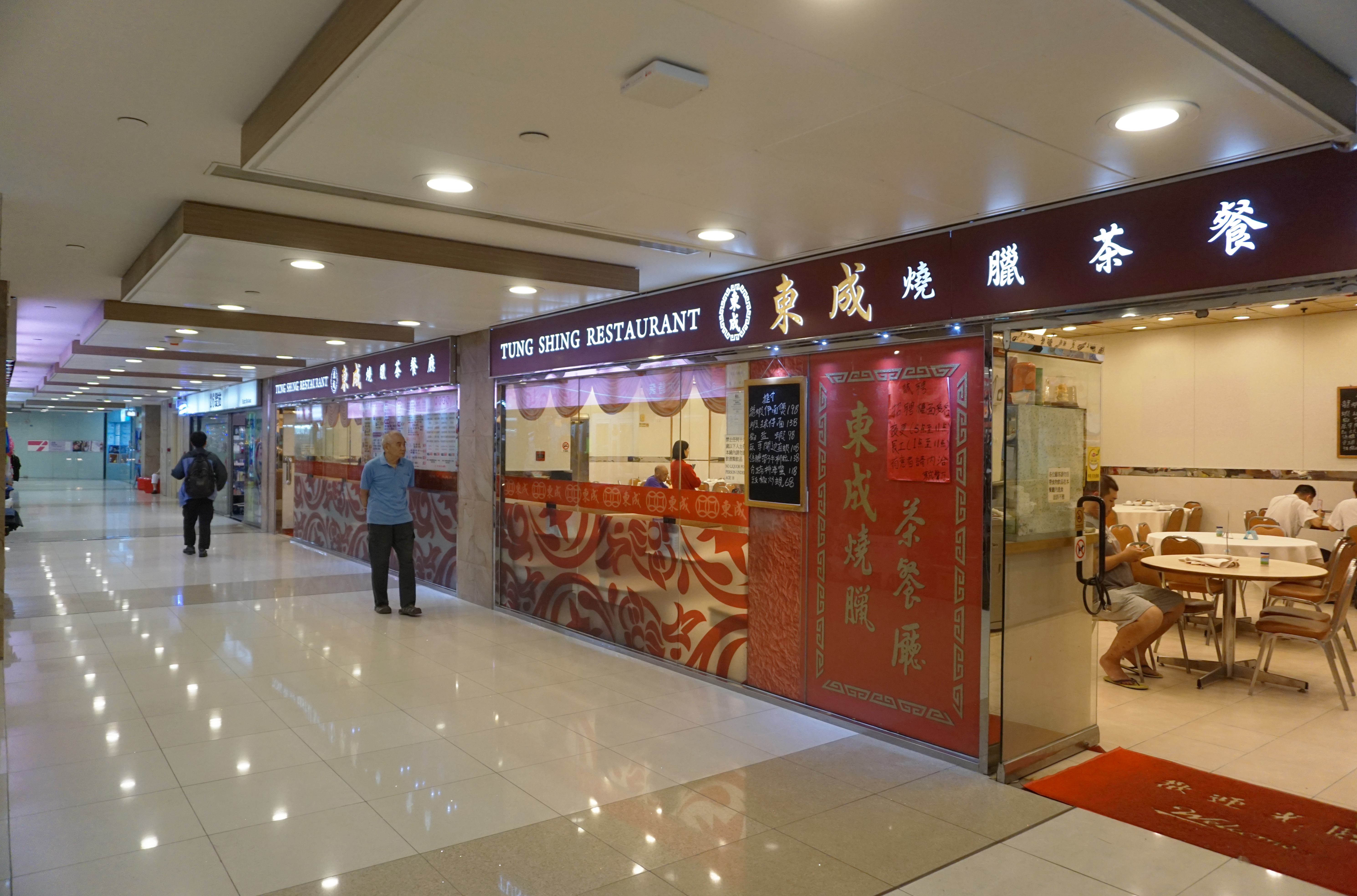
2樓南面
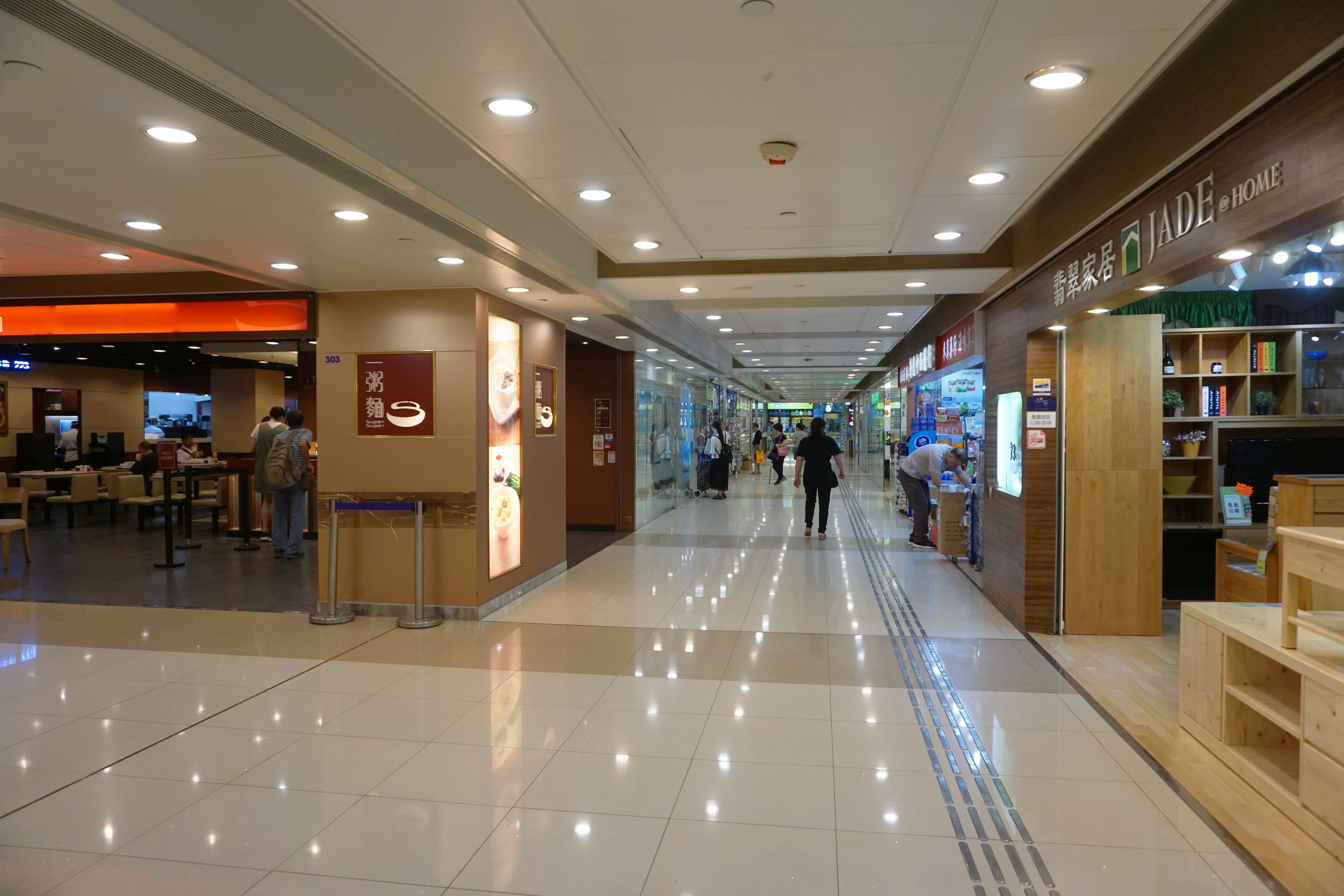
3樓
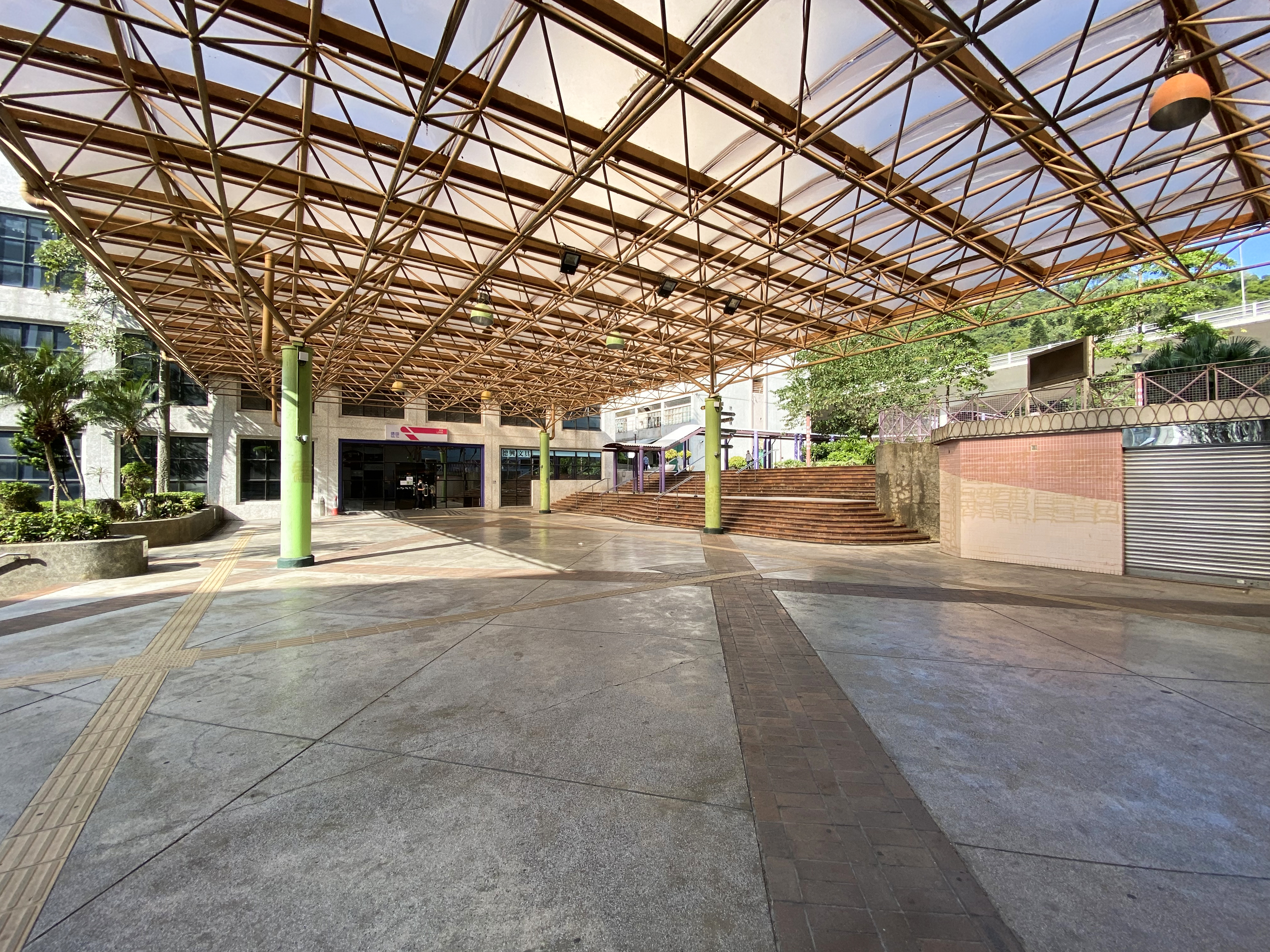
商場2樓入口及有蓋廣場

### 德田街市

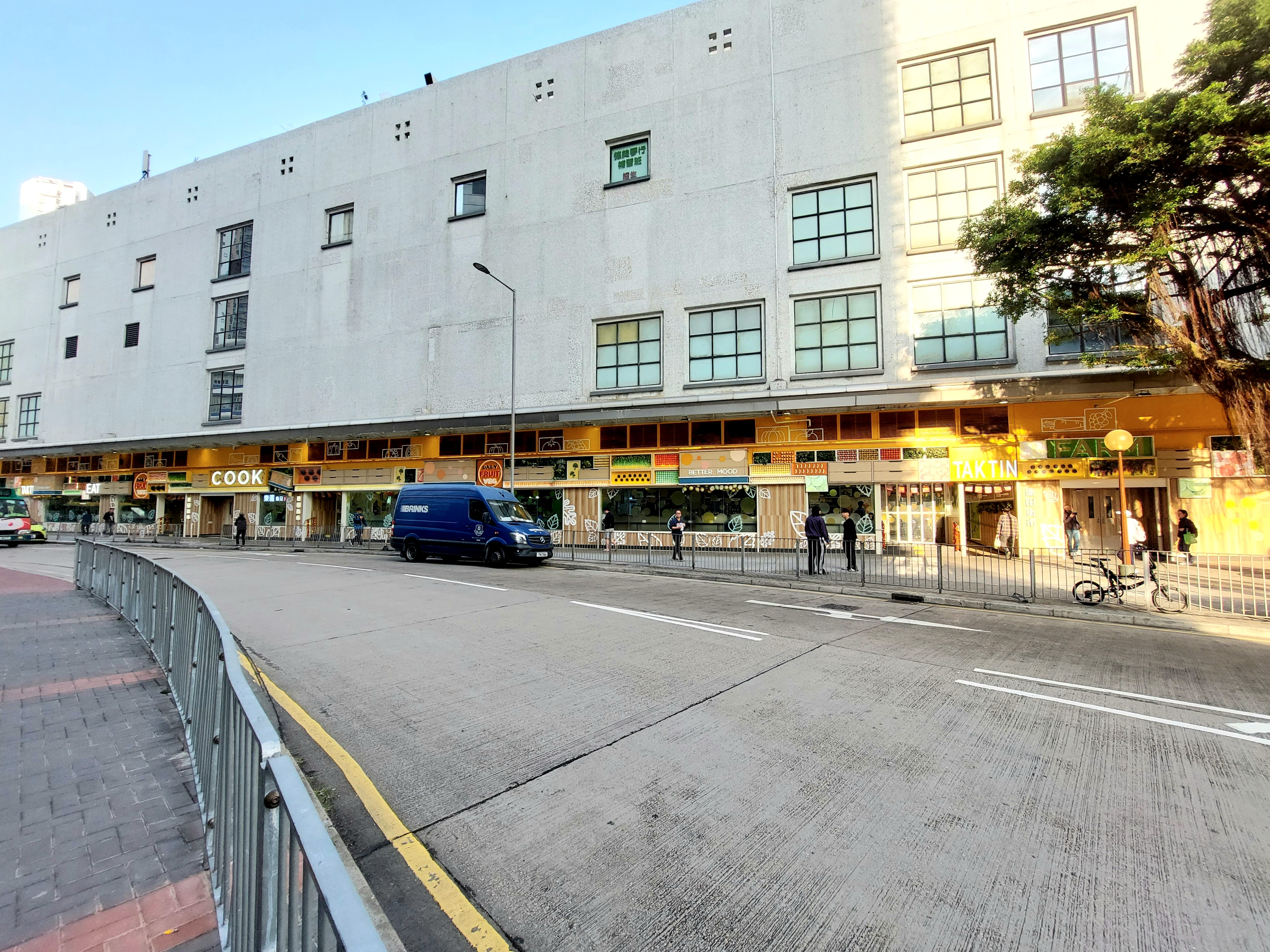
翻新後的德田街市外觀及入口

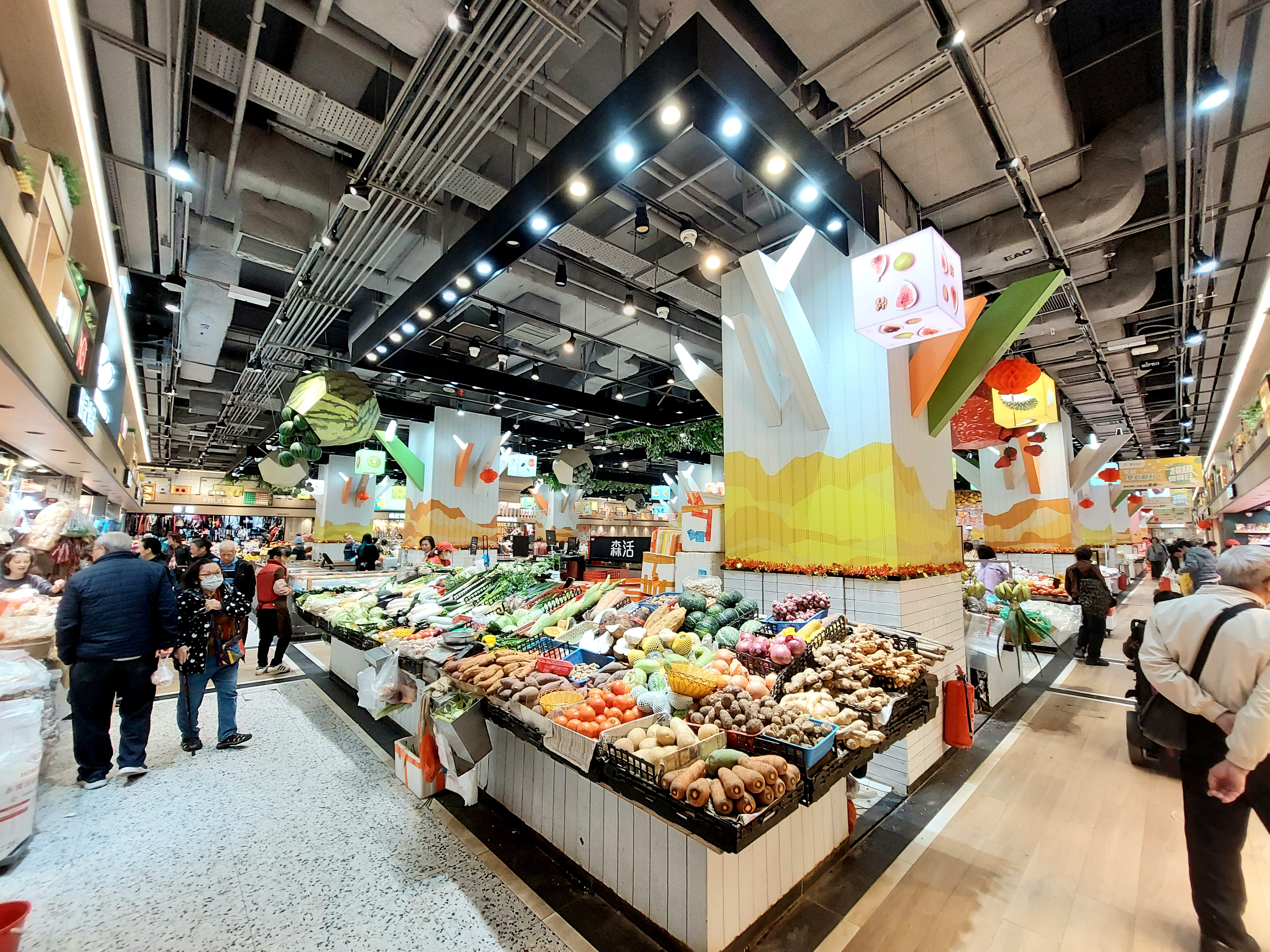
德田街市內部新貌

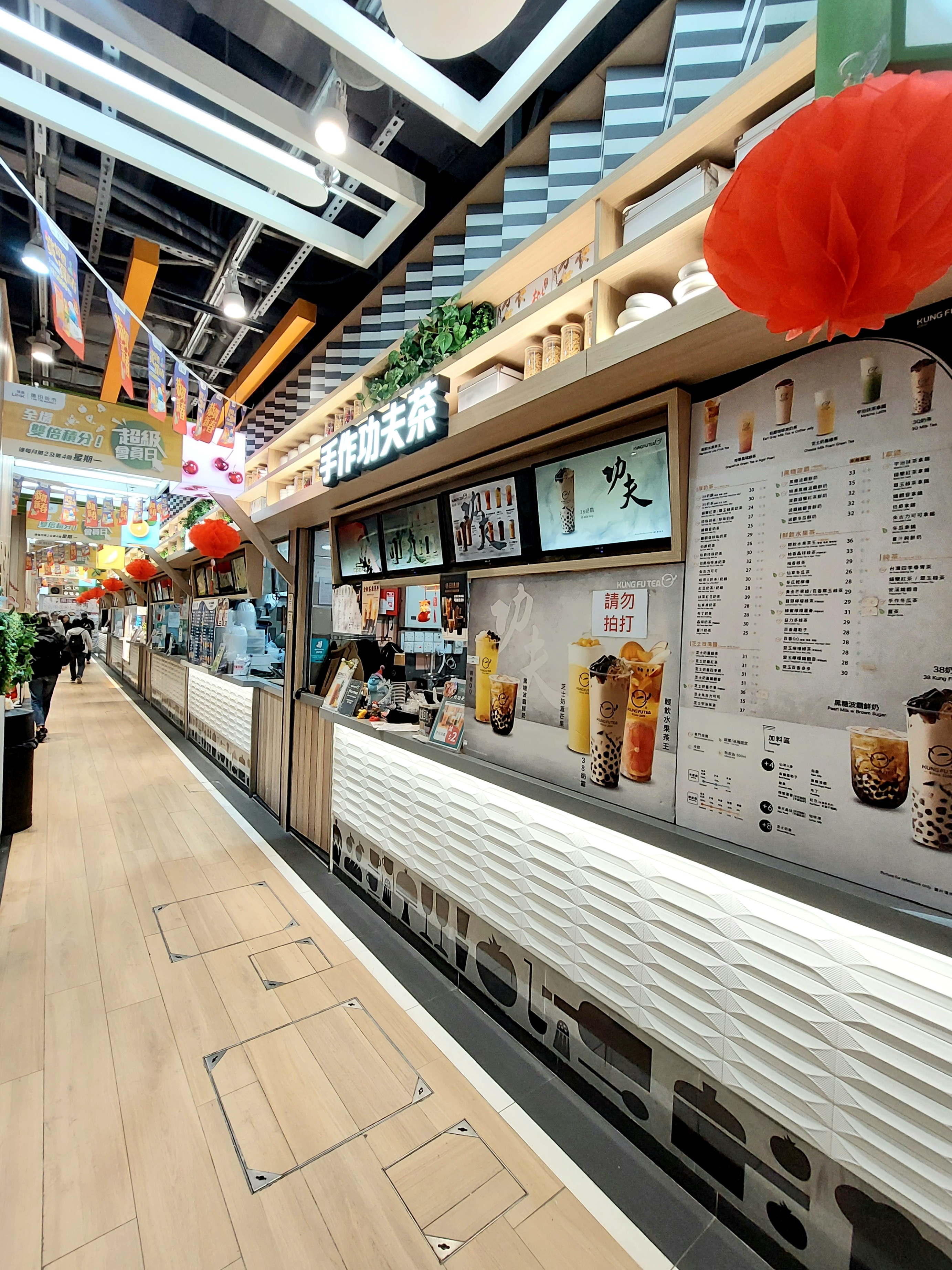
新街市設有小食街

德田街市在2022年前只進行簡單翻新，大致保留1980年代的格局。
2020年10月，原向公眾對外開放的洗手間在未有任何諮詢及通知下，突然轉為商戶專用，引起街坊不滿。
2022年8月，德田街市在領展完成為期四個月的翻新工程後重新投入服務，整項工程耗資7,300萬港元。

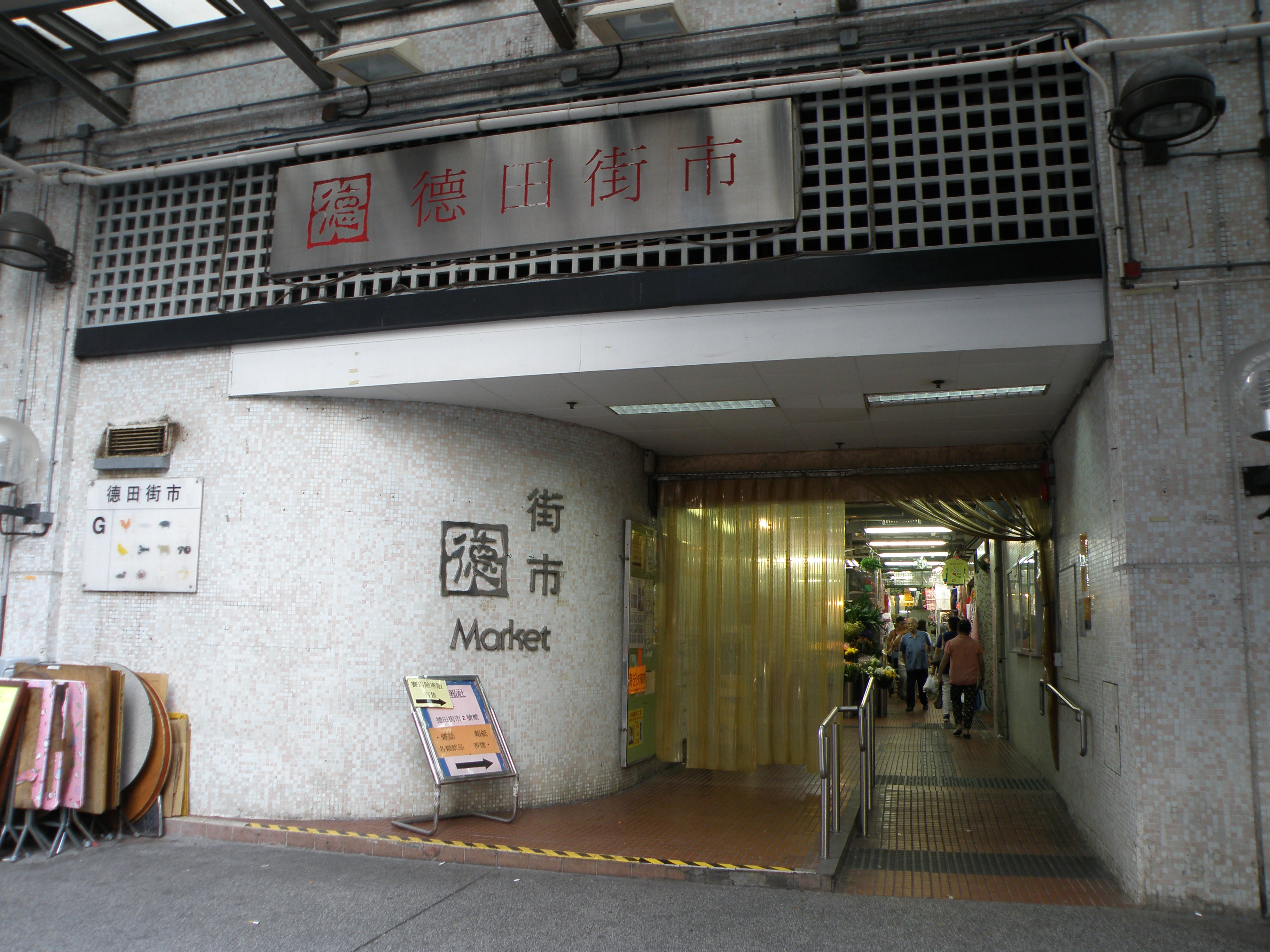
街市入口
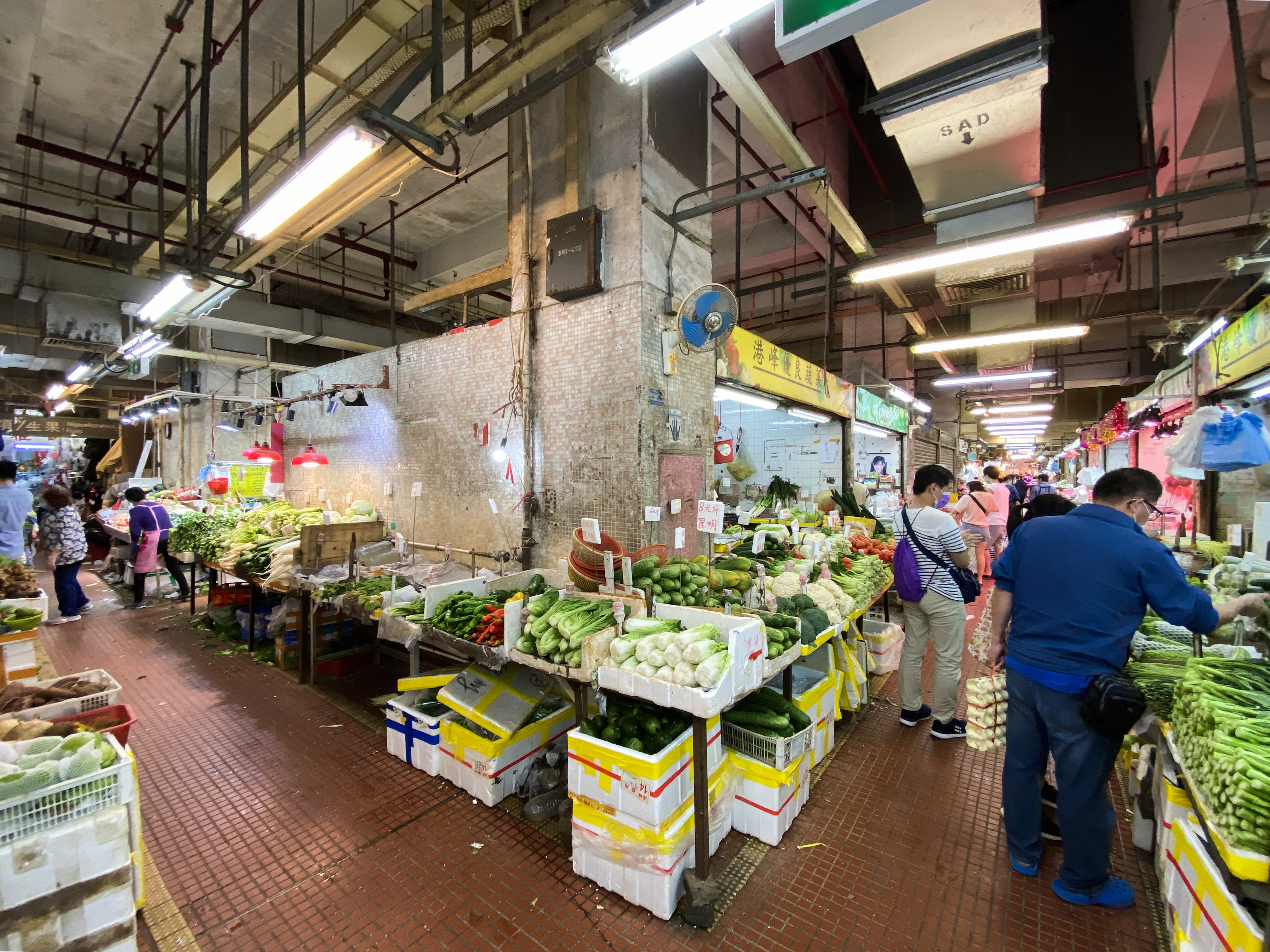
菜檔
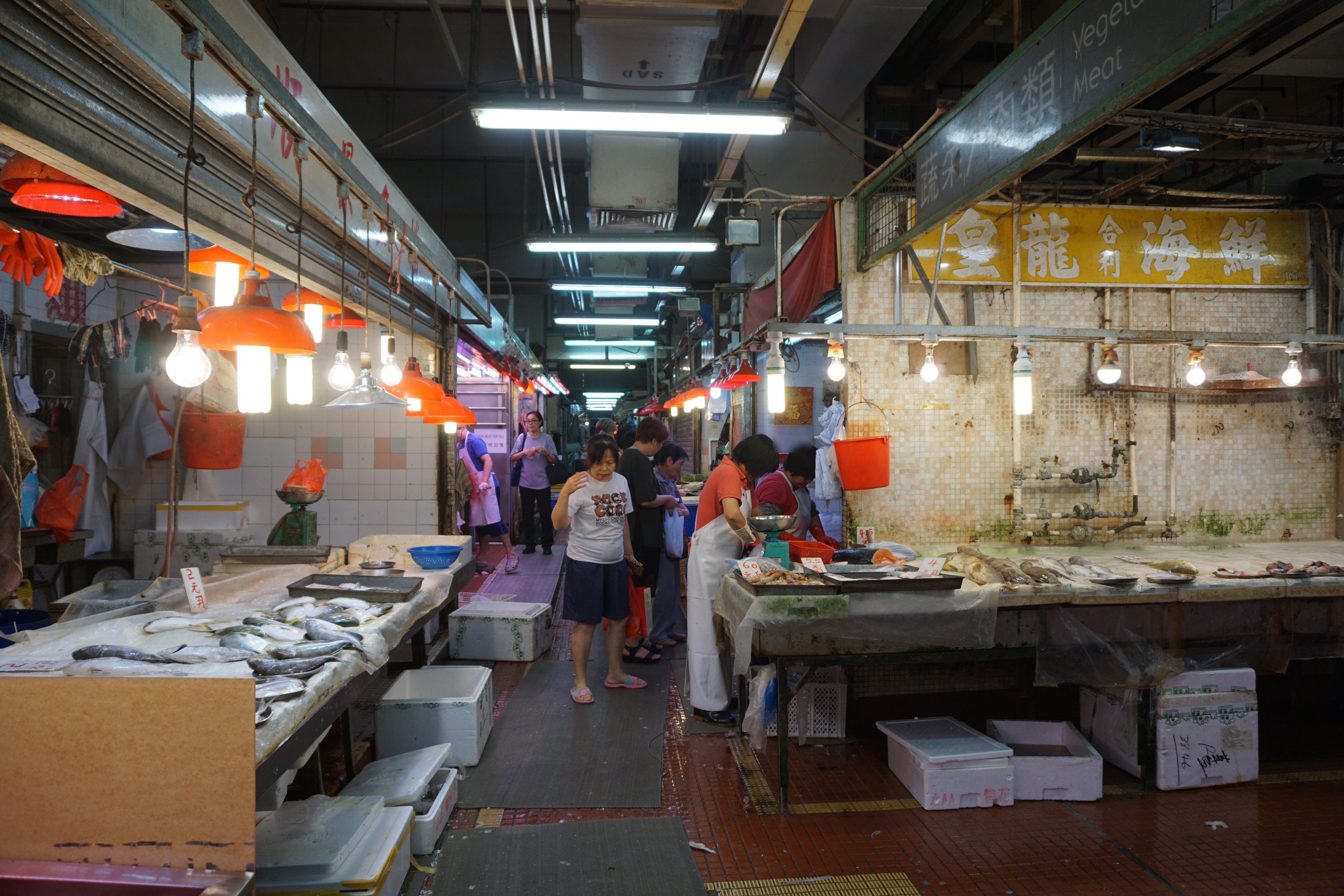
魚檔
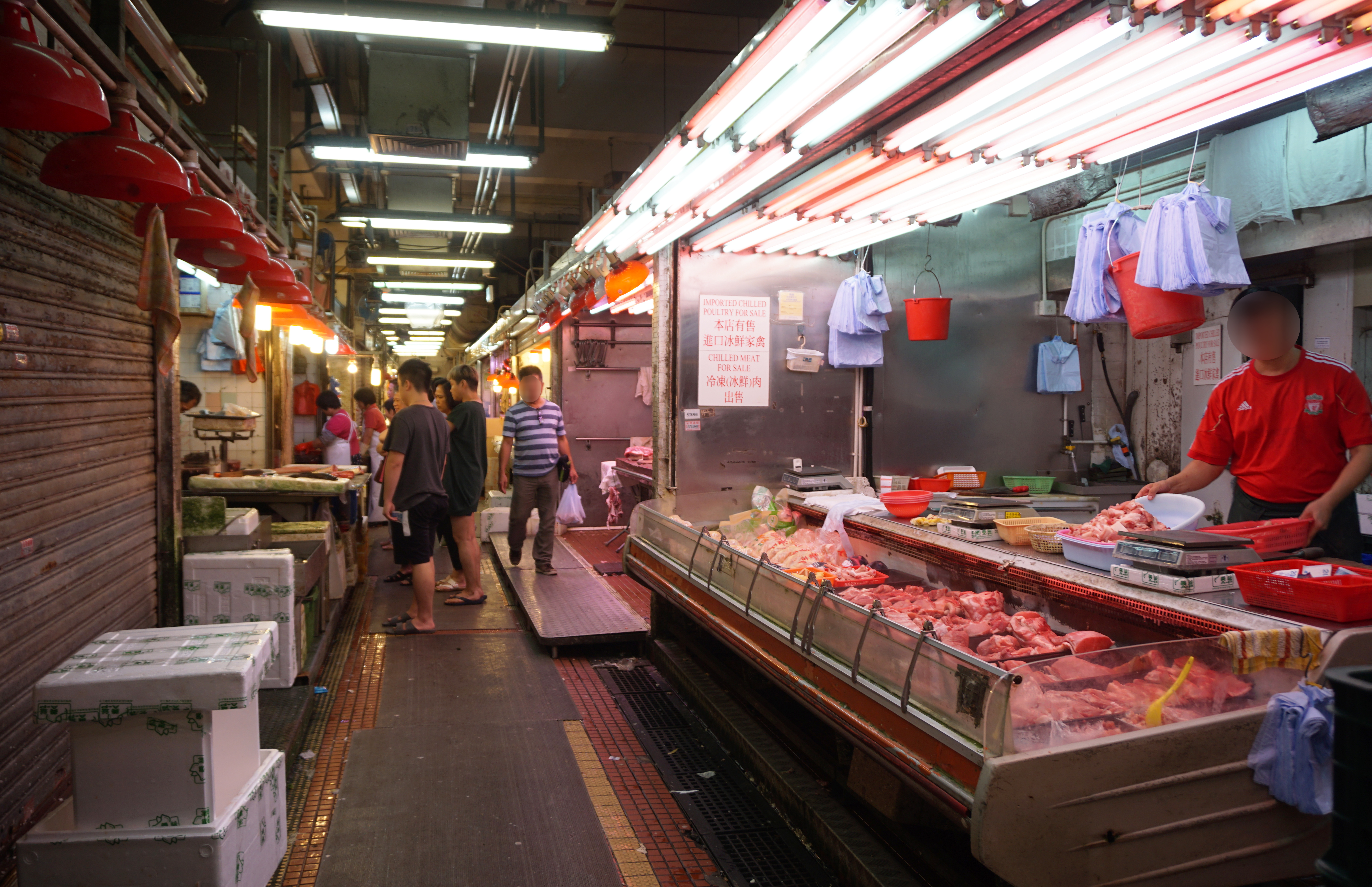
肉檔
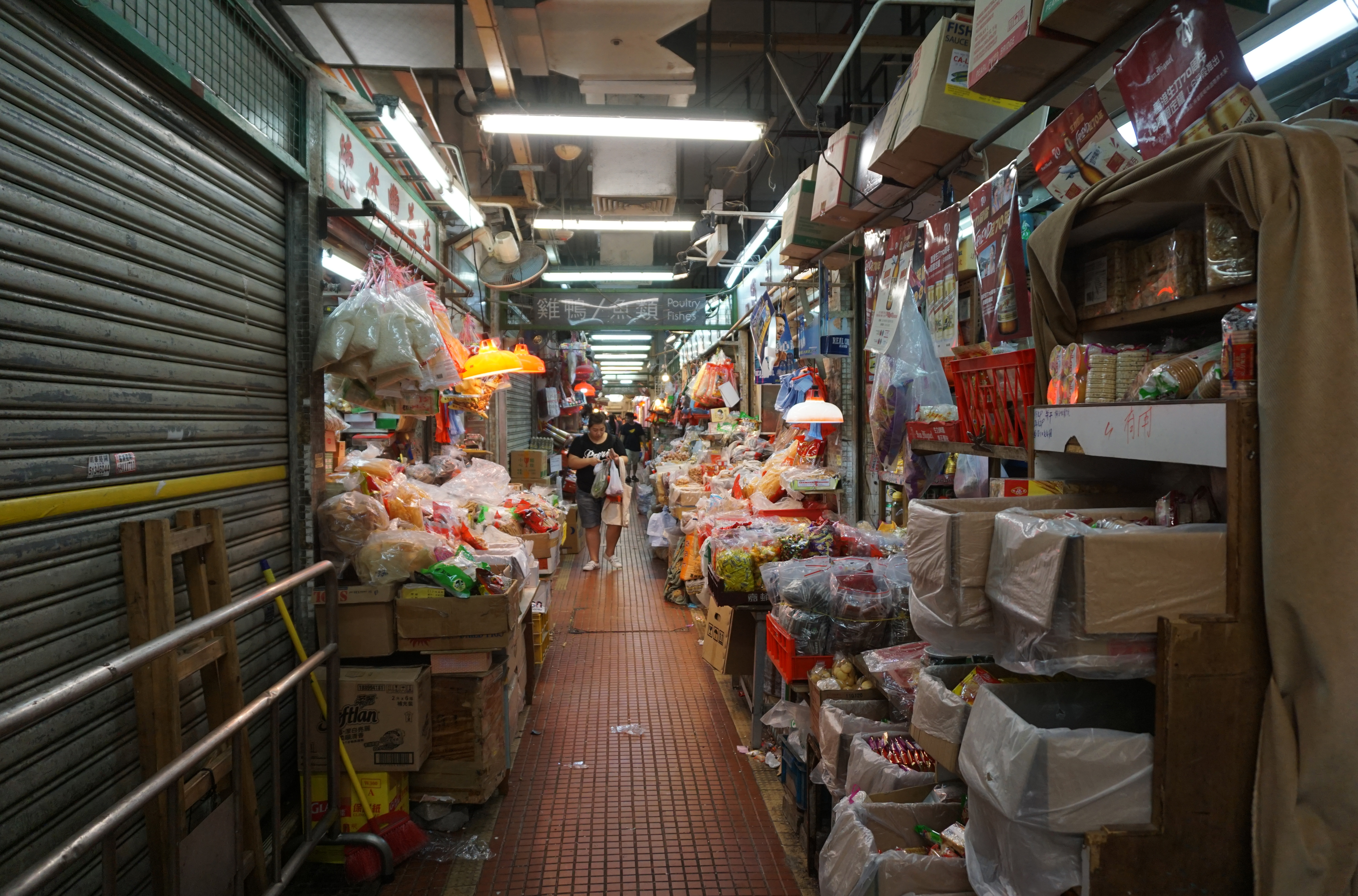
雜貨店
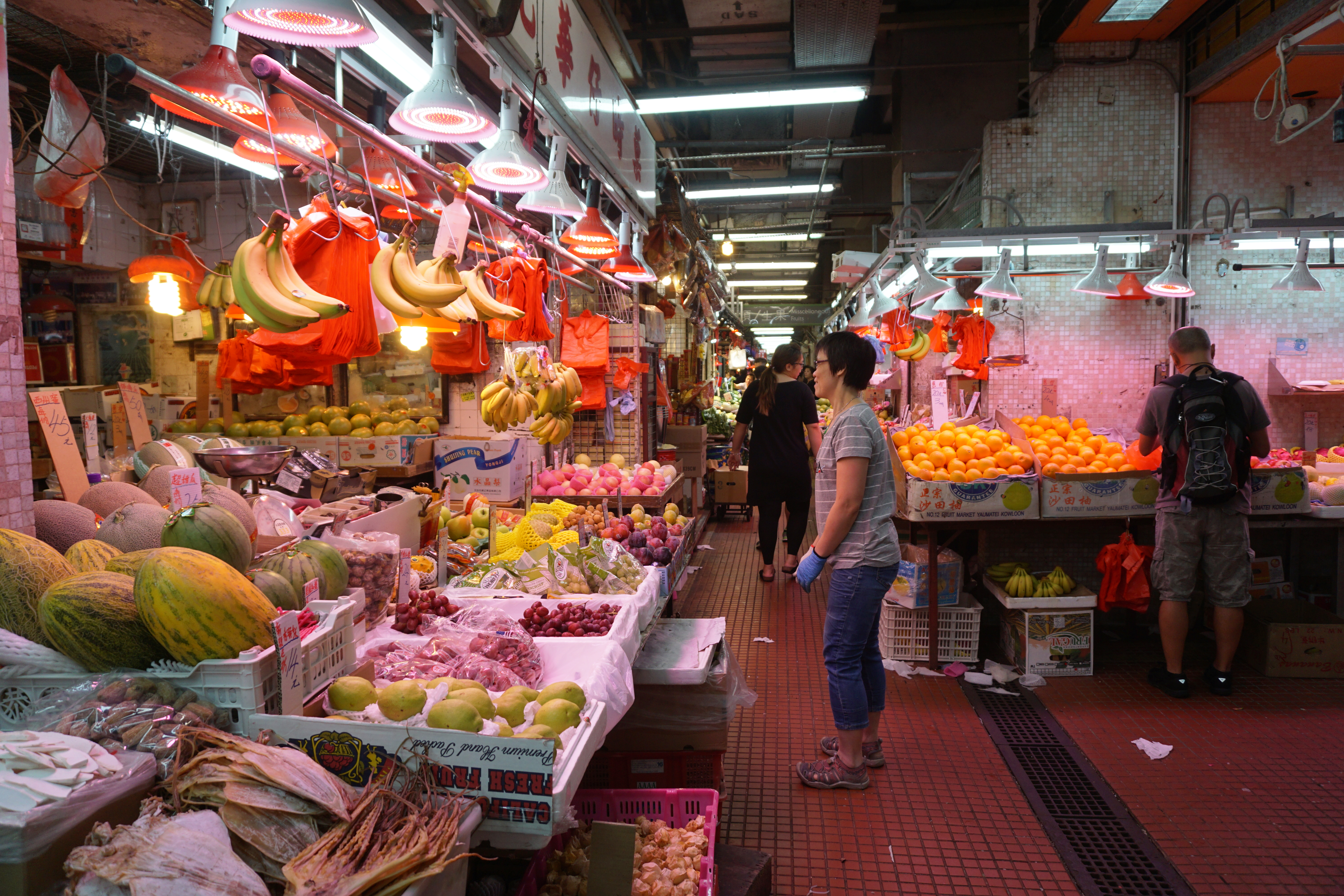
水果檔
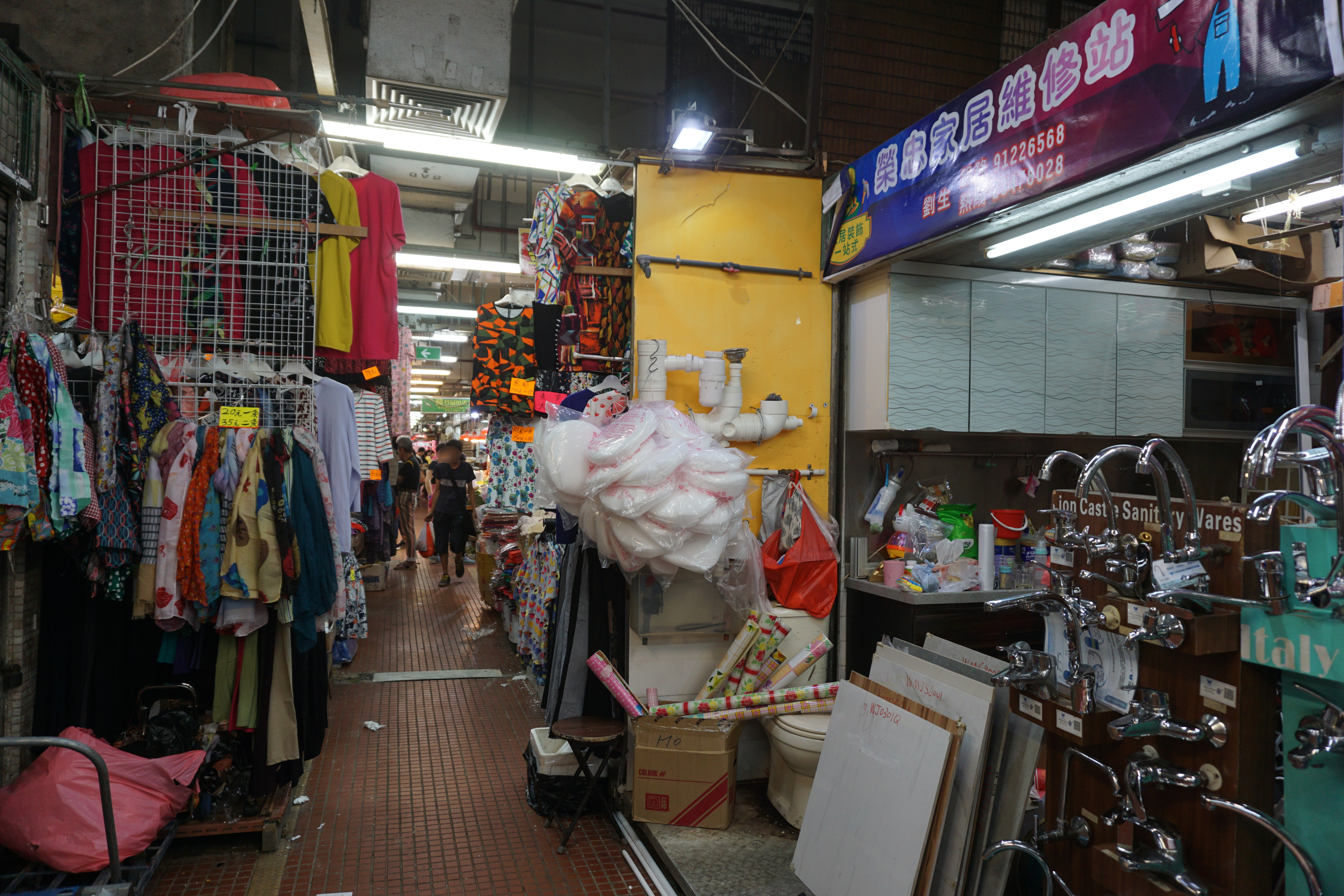
服裝及家居維修店
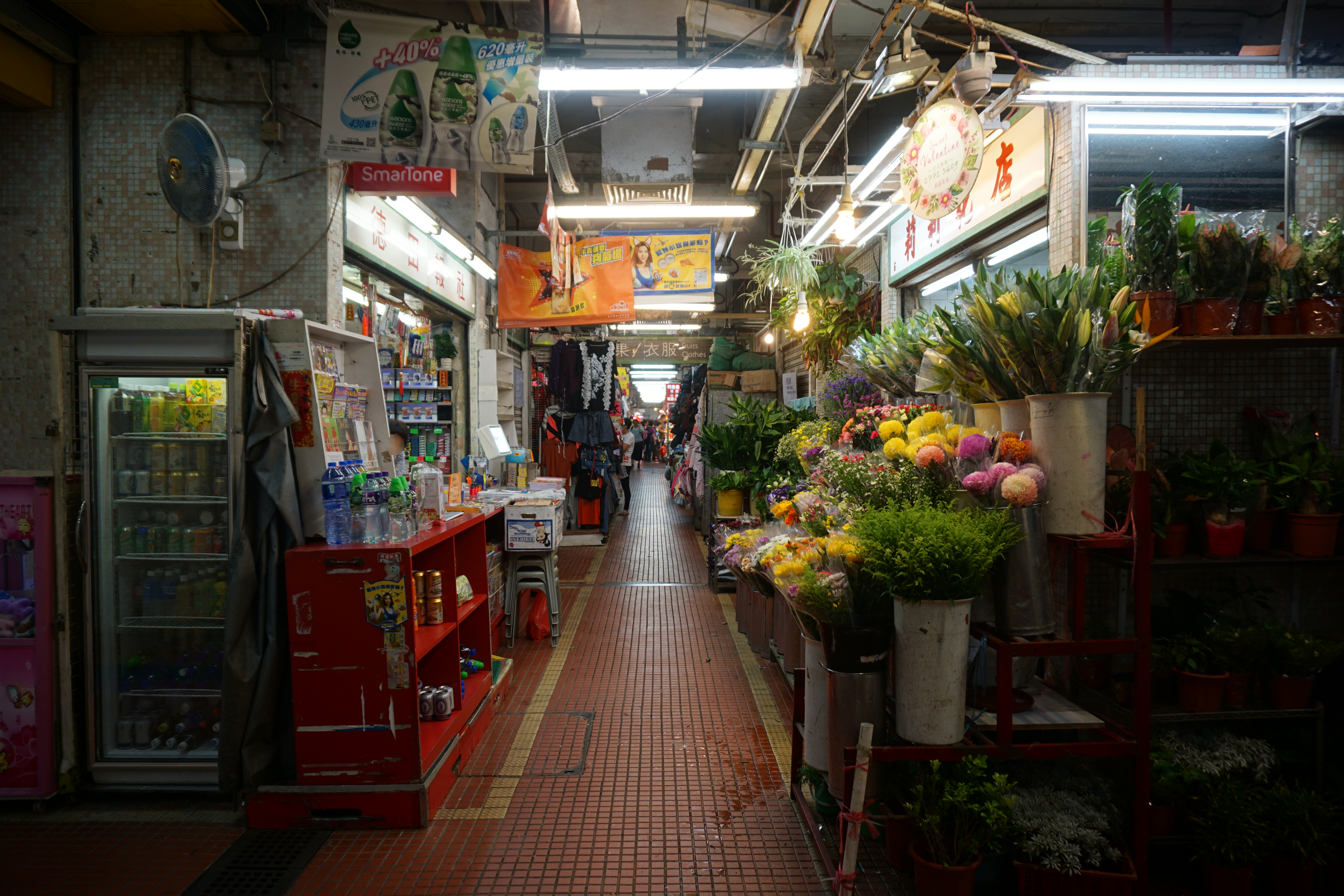
報攤及花店

### 教育、公共及福利設施

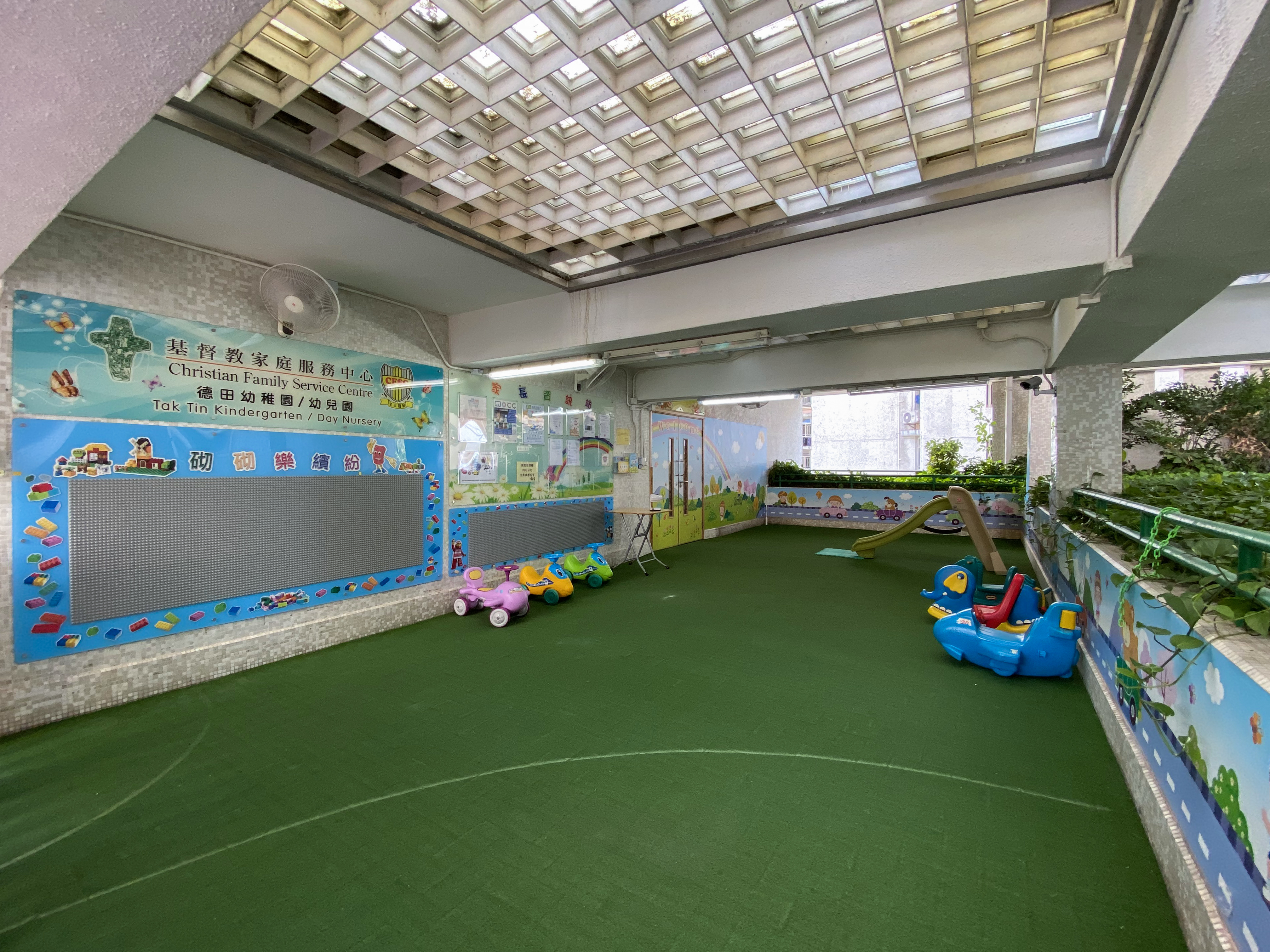
位於康雅苑停車場頂樓的基督教家庭服務中心德田幼稚園

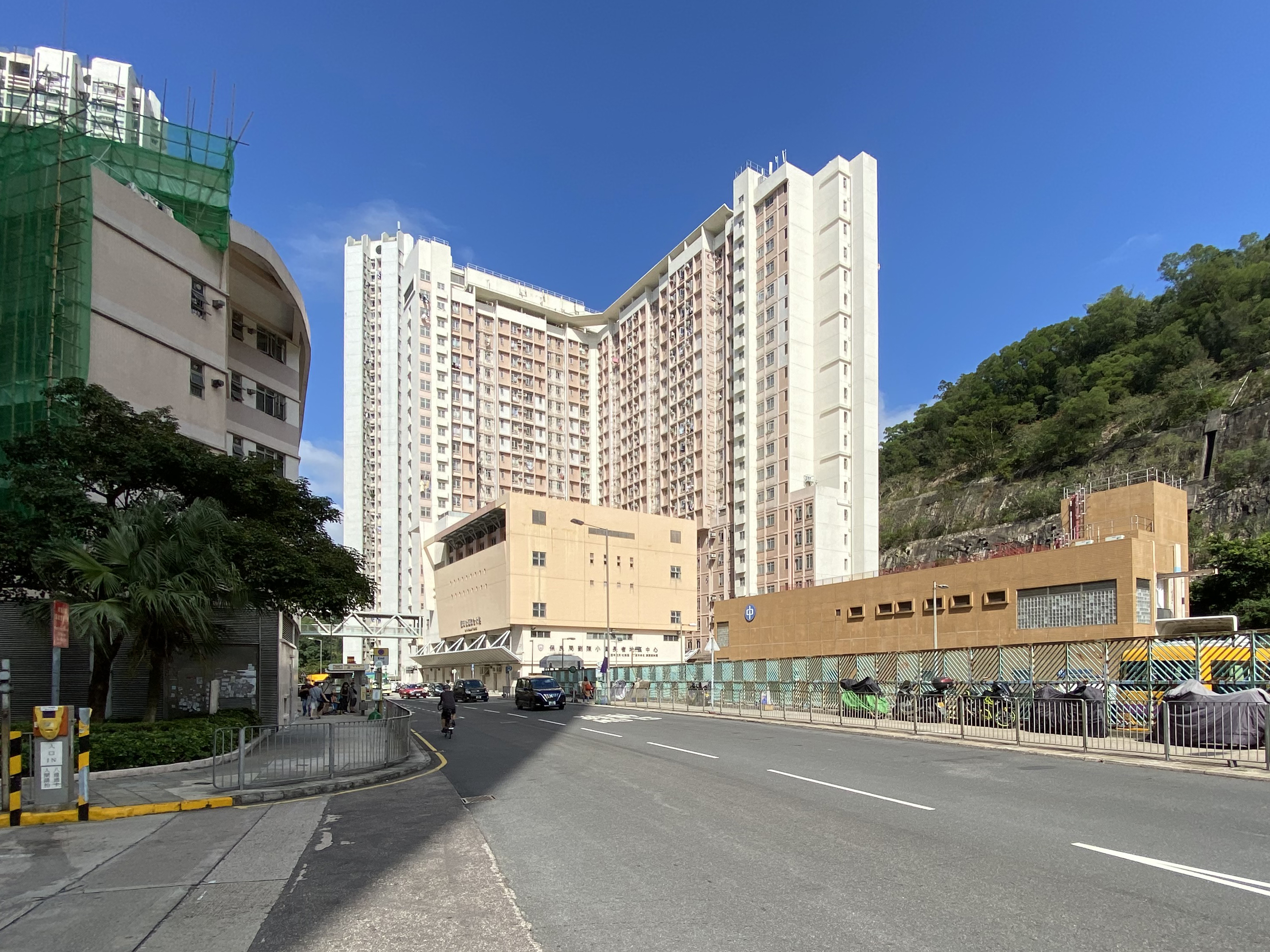
德欣樓旁設藍田社區綜合大樓

#### 幼稚園
- 保良局鄭關巧妍幼稚園／幼兒園 （1999年創辦，位於德康樓1樓）[註 8]
- 康盈中英文幼稚園  （1991年創辦，位於康盈苑地下）

#### 綜合青少年服務中心
- 明愛賽馬會德田青少年綜合服務（位於德田邨德敬樓1樓）

#### 長者鄰舍中心
- 循理會德田耆樂會所 （位於德田邨德禮樓地下2號）

#### 綜合家居照顧服務
- 救世軍觀塘綜合家居照顧服務隊 （位於德田邨德隆樓B翼地下1至2）

#### 護理安老宿位
- 救世軍德田長者之家  （位於德田邨德敬樓2樓）

#### 其他
- 藍田社區綜合大樓
- 救世軍
- 藍田街坊褔利會
- 西醫診所
- 牙醫診所
- 區議員辦事處
- 自助提取貨物櫃「順便智能櫃」（於德瑞樓地下）[10]

## 區議會議席分布
| 範圍／年度                     | 2000-2003 | 2004-2007 | 2008-2011 | 2012-2015 | 2016-2019 | 2020-2023 |
| ------------------------------ | --------- | --------- | --------- | --------- | --------- | --------- |
| 德敬樓、德禮樓及德瑞樓         | 德田選區  | 德田選區  | 興田選區  | 興田選區  | 興田選區  | 興田選區  |
| 德義樓、德樂樓及康盈苑         | 德田選區  | 德田選區  | 廣德選區  | 廣德選區  | 廣德選區  | 廣德選區  |
| 德盛樓、德隆樓、德欣樓及德康樓 | 廣德選區  | 廣德選區  | 廣德選區  | 廣德選區  | 廣德選區  | 廣德選區  |

## 爭議

### 近千宗石屎剝落事件
居屋康雅苑落成只有6年，發現冷氣機簷篷有石屎剝落現象，到2003年起至2006年更發生近千宗石屎剝落事件，法團指懸掛冷氣機支架銹蝕，引致石屎剝落。管理處需要在露天地方加裝保護網和封閉兒童遊樂場，避免發生意外。不過房署指事件與樓宇結構無關，拒絕維修。最後到2006年6月透過中介人進行仲裁，房署願向法團賠償440萬元和解費。不過部份業主拒絕支付逾萬元維修費，令維修受阻。

### 颱風吹毀防煙門超過2個月未修理
颱風山竹在2018年9月吹襲香港時將德田邨德樂樓及德義樓共約八十道防煙門吹毀，但直至同年11月中仍未修理妥當，被批評淪為「無防煙門大廈」，擔心在火警發生時居民性命安全受危害，有居民更指在吹北風時缺少了防煙門變得「好大風好冷」。消防處接獲投訴後巡查，發現兩座大廈分別有數十道抗火門損壞或操作不良，會根據《消防（消除火警危險）規例》向負責人發出「消除火警危險通知書」。房屋署回應說該邨已於1999年出售並成立業主立案法團接收屋邨管理權，維修和管理交由法團委託之管理公司負責。